# Mongol Birodalom
A Mongol Birodalom (1206–1368) – korabeli mongol nevén Mongol Jeke Ulusz (azaz Nagy Mongol Birodalom) – a világtörténelem valaha volt legnagyobb kiterjedésű egybefüggő területet uraló államalakulata volt: 24–26 millió km²-en terült el, és fénykorában több mint 110 millió alattvalója volt és ekkor  Koreától Magyarországig terjedt. Területét tekintve csak a Brit Birodalom előzte meg, de annak a területe tagolt volt. 
A birodalmat Temüdzsin hozta létre, aki 1201-ben vette föl a Dzsingisz nevet és lett a mongolok egy csoportjának kánja. Ezután hódoltatott minden mongol törzset, a tatárokat, a kereiteket, a najmanokat és a merkiteket, akik így 1206-ban nagykánjukká, minden mongolok uralkodójává választották, és az egyesített, keleten mongoloknak, nyugaton tatároknak nevezett törzsekkel meghódította Ázsia és Kelet-Európa nagy részét. 
Dzsingisz a hatalommegosztás jegyében már életében felosztotta fiai között a birodalmat, egy-egy birodalomrészt juttatva nekik közvetlen kormányzati területként, persze saját császári fősége alatt. Nemcsak az egész eurázsiai sztyeppét, a nomádok hazáját hódították meg, hanem uralmuk alatt három nagy civilizációt is egyesítettek: a kínait, amelynek központja és hátországa 1279-re az ő uralmuk alá került; az iszlámot, amelynek korábbi központját, Bagdadot 1258-ban hódították meg, és még előtte a keleti iszlám területek nagy részét; és 1241-től az ortodox keresztényt, amelynek csak a hátországát, de nem a bizánci központot uralták. A 13. század egyetlen nagyhatalmaként a mongolok még a birodalmukon kívül eső régiókra és civilizációkat is érezhetően befolyásolták, így Japánt, Délkelet-Ázsiát, az indiai szubkontinenst, az arab Közel-Keletet és Európát.
A birodalom folyamatosan terjeszkedő egységként létezett, 1206 és 1260 között Mongóliából irányították, Karakorumból. 1260-ban négy kánságra bomlott, amelyek mindegyike regionális birodalom volt, élén egy-egy Dzsingisz kán leszármazottal. Kubiláj nagykán a Jüan-dinasztia megalapítója (1271–1368) uralkodott Kína, Mongólia, Tibet és Mandzsúria felett, és névleges – bár nem vitathatatlan – elsőbbséget élvezett a többi kánsággal szemben. Az Ilhanátus (1260-1335) (szó szerint az „alárendelt, vagy vazallus kánok birodalma”) a mai Irán, Irak, Azerbajdzsán, Türkmenisztán, Anatólia és Transzkaukázus egyes részein uralkodott, és baráti kapcsolatokat ápolt kínai testvérkánságával. A Csagatáj Kánság egészen Timur Lenk 1370-es hatalomra jutásáig tartotta fenn a hatalmat Közép-Ázsiában, Kelet-Hszincsiangtól (Kína) Üzbegisztánig, és egészen az 1600-as évek végéig uralkodott Kelet-Közép-Ázsiában. Az Arany Horda (1260–1480) az északnyugat-eurázsiai sztyeppén uralkodott Magyarország keleti határától Szibériáig, az orosz fejedelemségekig és a Krímig.
A Mongol Birodalom legnagyobb kiterjedését 1270 körül érte el Dzsingisz unokája, Kubiláj uralkodása idején. Bukását 1368-ra datáljuk. A négy államalakulat közötti számos – és gyakran véres – viták ellenére megőrizték a Dzsingisz kán által kialakított és megkövetelt egységet. A 14. század közepén mind a négy kánság politikai válságokat szenvedett el, amelyek az Ilhanátus (1335) és a Jüan-dinasztia (1368) összeomlásához vezettek, miközben jelentősen meggyengítették a sztyeppei kánságokat. A Jüan bukását általában a mongol korszak végének tekintik, amikor is a nagykánok által uralt magterületet, a Kubiláj által alapított Jüan-dinasztia-beli Kínát megdöntötték a Mingek.
A magát Dzsingisz egyik leszármazottjának valló Timur Lenk fellépett ugyan egy nagyszabású mongol restaurációs kísérlet érdekében a 14-15. század fordulóján, és óriási területeket sikerült egyesítenie, de kísérlete nem járt teljes sikerrel. A Mongol Birodalom egyes utódállamai még évszázadokig fennmaradtak, bizonyítva ezzel a Dzsingisz és közvetlen utódai által létrehozott államszervezet zsenialitását.

## Kronológia

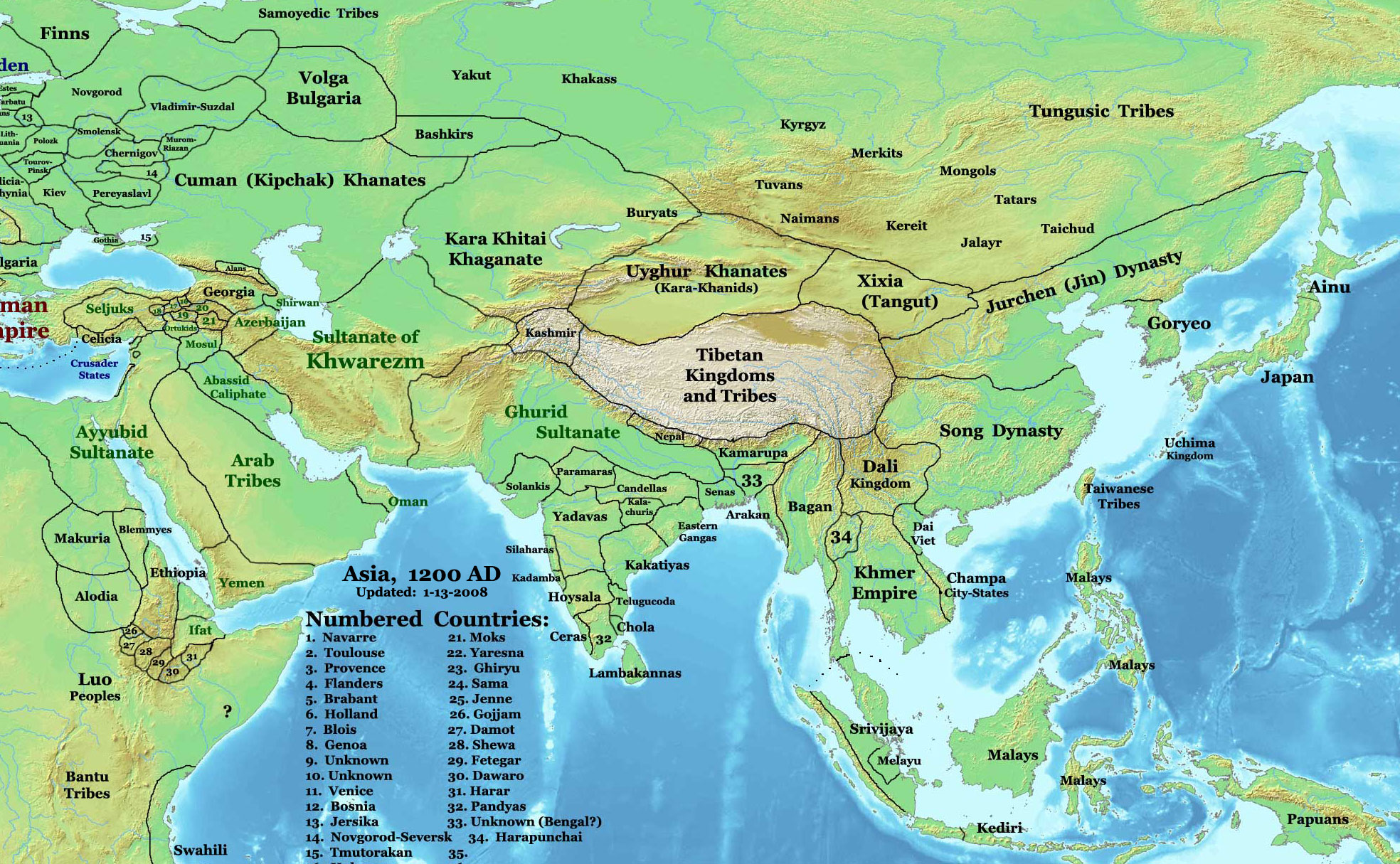
A jövendő birodalom államai és népei 1200 körül (angol)

A Mongol Birodalom és az azt megelőző és követő fontosabb események kronológiája:

A mongol világbirodalom (legnagyobb) kiterjedése Möngke halála (1259) után

- 12. század: A mongol törzsek közötti hatalmi harc
- 1190: Temüdzsin, a későbbi Dzsingisz kán egyesíti a mongolokat.
- 1206: Temüdzsint egy közgyűlésen a legfelsőbb uralkodóvá nyilvánítják és a Dzsingisz kán címet kapja. Megalapítja a mongol birodalmat. A Jasza törvénykönyv kezdete.
- 1207: Dzsingisz kán (Temüdzsin) hódító hadjáratainak kezdete.
- 1211–1234: Háború Észak-Kína (Csin-dinasztia) ellen.
  - 1211–1215: Észak-Kína meghódítása
- 1218–1221: Közép-Ázsia meghódítása
  - 1219-1221: A Hvárezmi Birodalom meghódítása. (→ Mongol hadjárat Hvárezm ellen)
- 1220: A későbbi mongol főváros, Karakorum alapítása a mai Mongólia középső részén.
- 1223: Hadjárat a kunok és az orosz fejedelmek ellen. 
  - Kalka menti csata
- 1227: Dzsingisz kán halála
- 1229: Ögödejt nagykánná nyilvánítják
- 1235: Karakorum lesz a főváros
- 1237–1240: Batu kán hadjáratai az orosz földek ellen (→ Tatárjárás a Ruszban)
- 1241–1242: Batu hadjárata Lengyelország ellen (→ Legnicai csata) 
  - Betörés Magyarországra (→ Tatárjárás) és Morvaországba
- 1241: Ögödej halála
- 1246–1248: Güjük nagykán
- 1251–1259: Möngke nagykán
  - 1252: A mongolok betörése Perzsiába
  - 1256: Hülegü ilhán serege elfoglalja Haszaszin erődjét, befejezve Perzsia meghódítását. Létrejön az Ilhánida Birodalom
  - 1258: Hülegü vezetésével meghódítják Bagdadot, megdöntve az Abbászida Kalifátust
- 1260–1294: Kubiláj nagykán. 
  - 1264: Peking lesz a főváros
  - 1271–től: Mongol uralom Kínában (Jüan-dinasztia).
  - 1274 és 1281: Két Japán elleni támadás is kudarcot vall (→ Mongol hadjáratok Japán ellen)
  - 1292–1293:Mongol hadjárat Jáva ellen
- 1335: Széthullik az ilhánok birodalma
- 1368: A Jüan-dinasztia megszűnésével véget ér a mongolok Kína feletti uralma
- 1380: Kínai hadjárat Mongólia ellen. Karakorum elpusztítása (1388)
- 1370–1405: Timur fejedelem

## Története

Dzsingisz kán, a birodalomalapító

A „mongol” népnév először a kínai Tang-dinasztia (618–907) krónikáiban fordul elő, „mengwu” formában, ám ekkor e törzs még nem játszik fontos szerepet. A mongolok a jelentéktelenebb mongol nyelvű népek közé számítottak a jóval nagyobb múltú tatárok, a hatalmasabb kereitek – akiknek kánja, Tooril kán volt ekkor a mongol sztyepp legtekintélyesebb uralkodója, egyébként Jiszügej-baatur fogadott testvére, mongolul andája –, a kulturálisan fejlettebb najmanok és a merkitek, ojrátok, burjátok között. A mongolok titkos történetének első fejezete bonyolult genealógiát alkot Dzsingisz kánnak , ám ennek nagy része nyilvánvalóan utólagos kitaláció. Dzsingisz kán több őse is kán volt, ami az ekkori viszonyok között inkább egy-egy hadjáratra megválasztott, korlátozott hatalmú vezetőt jelentett, mint örökletes monarchát. (A mongol források természetesen Dzsingisz ezen őseit ¬– Kabult, Ambakajt, Kutulát – már „nagykánnak”, kagánnak nevezik.) Az biztos, hogy a mongolok már a 12. század első felében bekerültek a dzsürcsi Jin-dinasztia kínai mintára készült krónikáiba azzal, hogy 1135 és 1147 között sorozatos betörésekkel zaklatták az északi határvidéket. Valódi történelmi jelentőségre azonban csak Dzsingisz kán megjelenésével tettek szert.

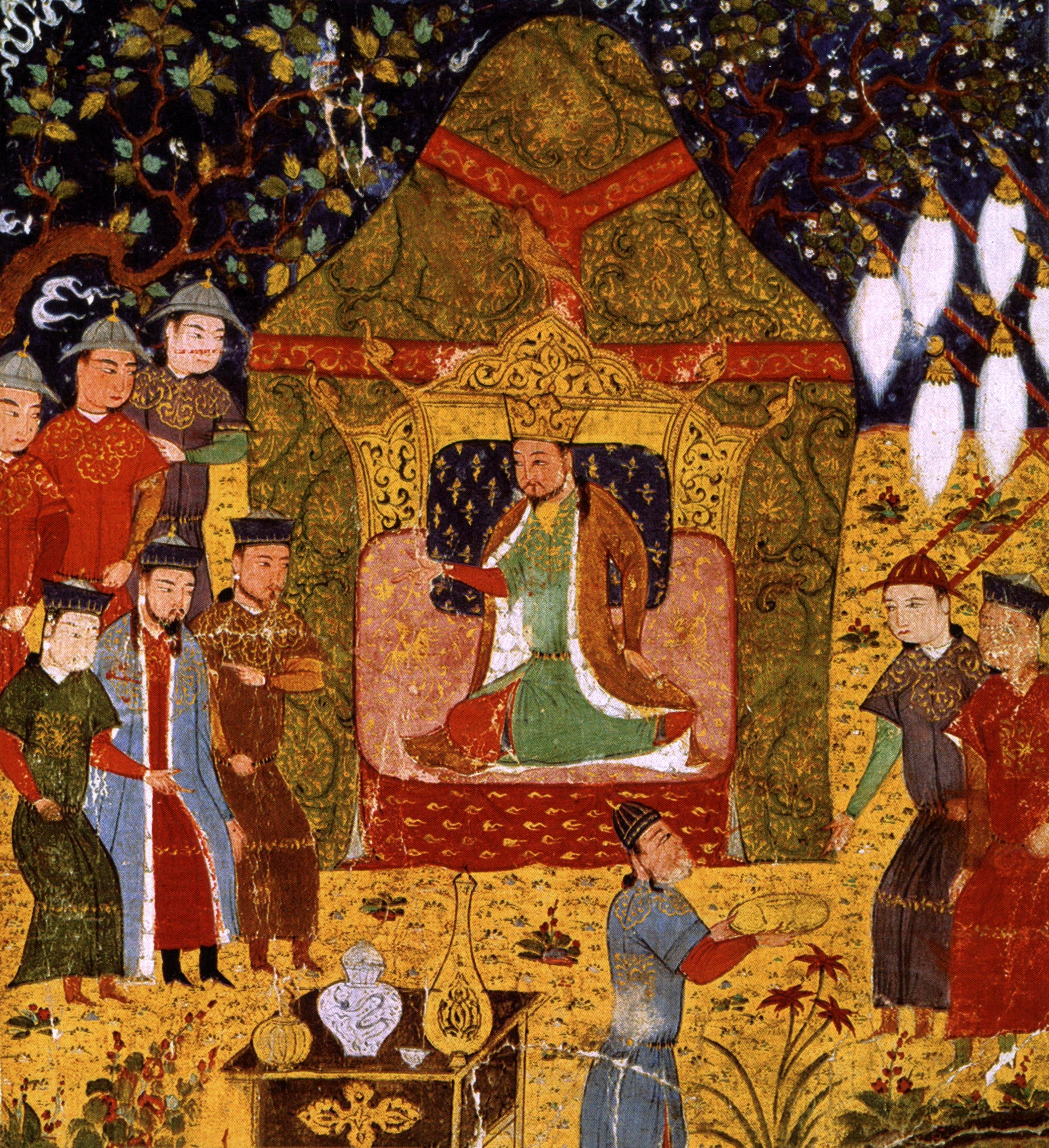
1206 tavaszán Dzsingisz kán trónra emelése az Onon folyó forrásvidékén fekvő Jeke kurultájban.

Dzsingisz, eredeti nevén Temüdzsin a szűkebb értelemben vett mongolok törzsszövetségének, bordzsigin törzsének kijan (vagy kijat) nemzetségéből származott. Apja, Jiszügej-baatur a mongolok kánja volt Temüdzsin születésekor az 1160-as években, akit a források előkelő származású, de nem túl jelentős nemzetségi vezetőnek ábrázolnak. Miután őt megmérgezték a mongolok ősellenségeinek számító tatárok, nemzetsége szétszéledt, családja magára maradt és elszegényedett. Jiszügej-baatur nemzetségét ekkor cserbenhagyták a mongolok, Temüdzsin is fogságba került. Sikerült megszöknie, majd felnövekedve fokozatosan sikerült barátokra, támogatókra szert tennie. Két legjelentősebb támogatója, majd vetélytársa a kereit Tooril kán – akit apjával való kapcsolata miatt fogadott atyjának tekintett – és gyerekkori barátja, majd fogadott testvére (andája), a szintén mongol Dzsamuka voltak. Temüdzsin tehetsége és kitartása révén fokozatosan hű követőket és szövetségeseket gyűjtött maga köré, s több évtizedes harcban egyenként legyőzte vagy szövetségesévé tette a mongol puszta különböző – általában mongol vagy türk nyelvet beszélő – törzseit. Sikerének egyik titka az volt, hogy a legyőzött törzseket általában betagolta saját szövetségi rendszerébe, így minden győzelme után még nagyobb erőkkel fordulhatott a következő sztyeppei rivális ellen. Ebben az időszakban volt Temüdzsinnek hol szövetségese, hol ellensége Ong kán, a kereit törzs vezetője. Mivel a kereitek nesztoriánus keresztények voltak, s nagy hírnévnek örvendtek a sztyeppén, Ong kán egyike azoknak a törzsi vezetőknek, akiket János pappal, vagy annak testvérével szoktak azonosítani.
Temüdzsint még közepes hatalmú törzsi vezetőként valamikor 1187-89 között kánná választotta a mongol nemzetségek kurultája, törzsi gyűlése. Dzsingisz kán ezután Tooril kán segítségével 1202-ben legyőzte a tatárokat, majd 1203-ban az ekkor már Tooril Ong kánt és népét, a kereiteket, 1204-ben a najmanokat, 1205-ben pedig a merkiteket. A mai Mongólia területén élő különböző törzsek egyesítését azonban csak 1205-ben fejezte be, Ezzel a mongol nyelvű sztyeppei nomádok már mind behódoltak neki, s 1206-ban az Onon folyó forrásánál a nagykáni címmel ruházták fel. Ezzel megszületett a Mongol Birodalom. Ekkor már az összes legyőzött, szövetségessé tett törzs „mongolnak” számított. Temüdzsinnek a tisztázatlan jelentésű Dzsingisz kán nevet adták (a cím valószínűleg az óceán szóval áll összefüggésben.). Ezzel a 840-ben megszűnt Ujgur Birodalom után először egyesültek Belső-Ázsia nomád törzsei egyetlen vezető alatt. Ez azt jelentette, hogy az az energia, amellyel korábban a nomád csoportosulások élethalálharcot vívtak egymással a legelőkért és itatóhelyekért, most egyesült és kifelé fordult, a letelepült földművelő életmódot folytató kultúrák ellen. 

### A birodalom kialakulása és részbirodalmai

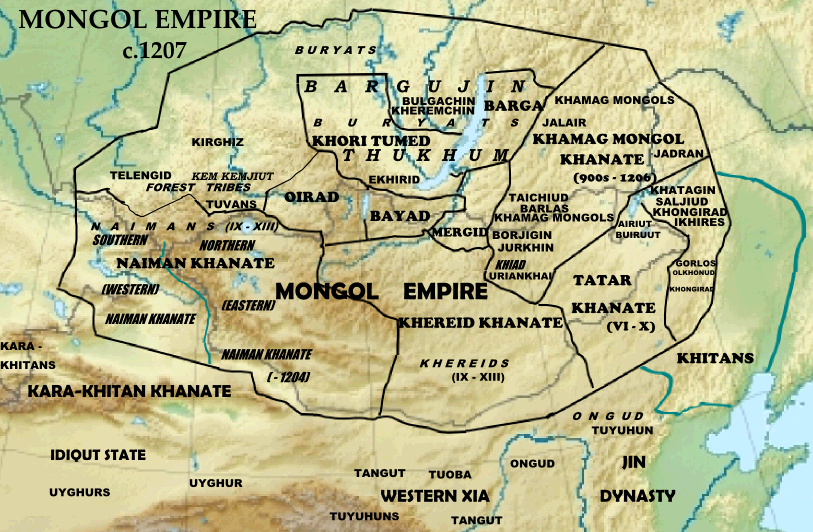
A Mongol Birodalom területe 1207 körül

Hadjáratok Dzsingisz kán idején

A Mongol Birodalom területének változásai
animációs térkép: 1206-1294

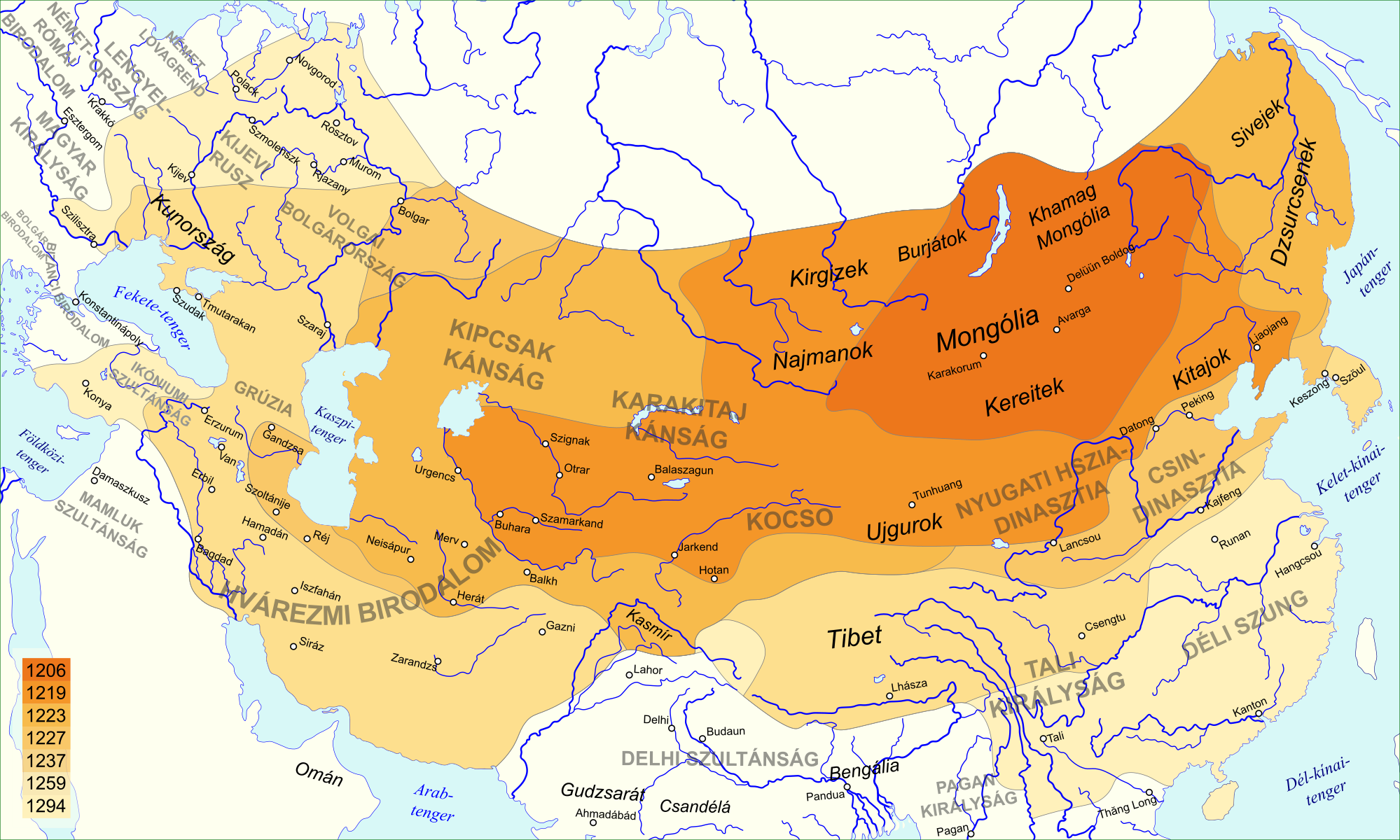
A Mongol Birodalom terjeszkedése
(bal oldalt alul az évszám)

Már 1206-ban megindult az egyesült mongol nyelvű törzsek – akiket ettől kezdve mongoloknak hívtak – birodalmának terjeszkedése. A Balkas-tóba ömlő folyók vidékén a karakitajok fennhatósága alatt élő karlukok ellen indultak, akiknek uralkodója, Arszlan kán harc nélkül behódolt és Dzsingisz kán egyik lányát kapta feleségül. Nem sokkal ezután a legjelentősebb turkesztáni ujgur városállam, Besbalik uralkodója megölette a karakitaj helytartót és ő is behódolt a mongoloknak. 1207-ben Dzsingisz kán Dzsocsit küldte az „erdei népek” – a mongol nyelvű ojrátok és burjátok, a török nyelvű kirgizek és mások – meghódítására a mai Mongólia északi részére és a Jenyiszej felső folyása mellé.
1211-ben indult a mongolok első Kína ellen hadjárata. Kína északi részén ekkor a dzsürcsi Csin-dinasztia uralkodott. A mongolok előrenyomultak a Középső Fővárosig (Dzsungdu, a mai Peking). A főminiszter tanácsára a császár látszólag behódolt, adófizetést vállalva. A mongolok elvonultak és a buddhista tangutok ellen indultak, akik szintén behódoltak súlyos adókat vállalva. A kínaiak beszüntették az adófizetést, mire 1214-ben a mongolok kiéheztették őket – azok már emberhúst is ettek – és elfoglalták Dzsungdut. A császár a Déli Fővárosba, Nankingba menekült, és ismét behódolt Dzsingisz kánnak. De Észak-Kína teljes meghódítása ekkor sem sikerült, azt végül Dzsingisz kán fia, Ögödej nagykán hajtja majd végre 1232–34-ben.
Az ujgurok, karlükök és a helyi török népek behódoltak a mongoloknak. Kara Hodzsa ujgur állama a karakitaj vazallusa volt, de 1210-ben Kara Hodzsa ujgur uralkodója, Baurcsuk Art Tekin megjelent a kán előtt, hogy kinyilvánítsa hűségét a mongoloknak. Dzsingisz lányával jutalmazták, és az ujgurok részt vettek a mongol bürokrácia kialakításában. Az ujgur példát követte a karlükök egyik vezetője és Buzar, a Csuj-völgy hadvezére.
A karakitajok (fekete kitánok) a Liao dinasztia területein éltek (907–1125), akiket a Csin-dinasztia (1115–1234) alatt elűztek Kínából. 1124-ben néhány kitáj nyugatra költözött Jelü Dasi vezetésével és létrehozták a Karakitaj Kánságot (Nyugati Liao) a Zsetiszu és a Csu folyó között. A 12. században uralták Közép-Ázsiát, miután 1141-ben legyőzték a Nagyszeldzsuk Birodalom vezetőjét, Ahmed Szandzsárt a katuani csatában. Hatalmukat azonban 1211-ben megtörte a Hvárezm-sahok együttes fellépése. Alāʾ ad-Dīn Muḥammad (1200-20), és Kücslüg, a Dzsingisz kán mongoljai elől menekülő Naimán fejedelem. Kücslügnek a karakitajok adtak menedéket.
Kücslüg megtámadta Almalik városát, és az ottani karlükok, akik a mongolok vazallusai voltak, Dzsingisz kánhoz fordultak segítségért. 1216-ban Dzsingisz elküldte hadvezérét, Dzsebét, hogy fogja el Kücslügöt. A mongolok Balasagunnál legyőzték a karakitaj hadait, Kücslüg ugyan elmenekült, de később, 1218-ban őt is megölték. A mongóliai nomád törzsek, majd a turkománok és más nomád népek egyesítése viszonylag kevés vérontással, és szinte semmilyen anyagi veszteséggel nem járt. 
A Mongol Birodalomnak eredetileg nem állt szándékában megszállni a Hvárezmi Birodalmat. Dzsuvaini, arab történetíró szerint Dzsingisz kán eredetileg Muhammad Aladin hvárezmi szultántól kereskedelmi jogokat kért, és szomszédként üdvözölte őt: „Én a felkelő nap országainak ura vagyok, míg te a lenyugvó nap országain uralkodsz. Kössünk szilárd barátsági és békeszerződést.” Otrar kormányzója azonban megtagadta a küldöttek fogadását, és a szultán engedélyével mind a 450 követet megölette. Ennek a kegyetlenségnek a hírére Dzsingisz kán feldühödött, és az esetet ürügyként használta fel a hvárezmiek elleni invázióra, ami később a Hvárezmi Birodalom teljes pusztulását vonta maga után. 1219-ben tehát az Irtis felső folyásánál gyülekezve Dzsingisz kán hadjáratot indított a Hvárezmi Birodalom ellen.
A mongol haderő Szir-darja középső folyásánál, Otrarnál lépte át a határt. A hadjáratban jelen volt Dzsingisz kán mind a négy fia. Csagatáj és Ögödej Otrart ostromolta, Dzsingisz és legkisebb fia, Toluj Buhara ellen vonult, amelynek bevétele után nagy mészárlást rendeztek. Ezután a két seregrész Szamarkandnál találkozott, amelyet 1220 márciusában vettek be. Alá ad-Dín Mohamed hvárezmi sah dél felé menekült (Dzsingisz kán két hadvezérét, Szubotájt és Dzsebét küldte üldözésére), végül a sah eljutott a Kaszpi-tenger egyik szigetére, ahol 1220 decemberében meghalt. Dzsingisz kán Irán városait – Rájt (a mai Teheránt), Hamadánt, Zendzsánt, Kazvint stb. – pusztította el, majd 1221 tavaszán Afganisztán városait ostromolta. Amelyik nem adta meg magát azonnal, azt elpusztította. Ilyenkor a kézműveseken kívül (akiket Mongóliába hurcoltak) mindenkit megöltek, az asszonyokat és a gyerekeket is. A fővárost, Ürgencset csak 1221 áprilisában foglalták el Dzsocsi, Ögödej és Csagatáj seregei. Közép-Ázsia és Kelet-Irán ezt a pusztítást évszázadokig nem heverte ki. A mongolok a horászáni városok lakosságának nagy részét szisztematikusan kiirtották. Ezzel a mongolok vérszomjas kegyetlenségének híre ment, és ez további hadjárataikra is rányomta bélyegét. Transzoxánia 1219-es lerohanása során Dzsingisz kán a mongol főerőkkel együtt egy kínai katapult-specialista egységet is bevetett a csatában, amivel puskaporos tölteteket lőhettek ki az ostrom során. Ezzel a kínai hadviselés és a puskapor megjelent Közép-Ázsiában. 
1223-ban Dzsingisz kán már a Szir-darjától északra táborozott, a Talasz és a Csu folyók mentén legeltette lovait. Itt várta be Szubotáj és Dzsebe hadseregét, akiket még 1220-ban küldött a sah üldözésére. Annak halála után ez a sereg 1221-ben Grúziában és Azerbajdzsánban pusztított, majd 1222-ben átkelt a derbenti szoroson a Kaukázus északi előterébe, ahol előbb a kunokkal szövetségben az alánok és cserkeszek ellen, majd az orosz fejedelmek és a kunok szövetsége ellen harcolt, akik ellen 1223 tavaszán a Kalka menti csatában megsemmisítő győzelmet arattak. Ezután még kifosztották a Krímben Szudak kereskedőváros raktárait, majd keletre vonultak és csatlakoztak Dzsingisz kánnak a Talasz és Csu mellett várakozó seregéhez. 1224-ben a mongolok már az Irtis mellett nomadizáltak, 1225-ben pedig hazatértek Mongóliába.

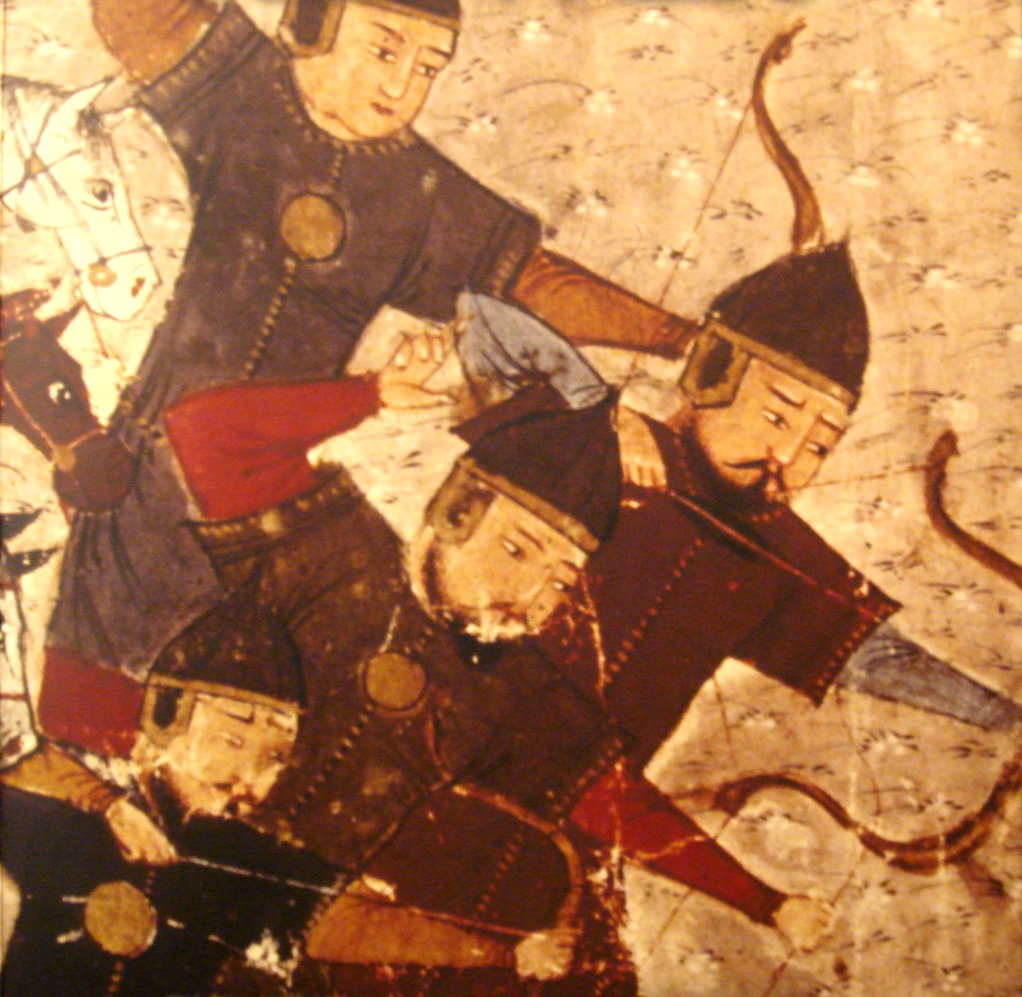
Mongol harcosok

1226-ban Dzsingisz kán azok ellen a tangutok ellen vonult, akiket az 1210-es évek elején már hódoltatott, de 1219-ben megtagadták, hogy a közép-ázsiai hadjáratba segédcsapatokat küldjenek. Dzsingisz kán itt is megszokott módszerét követte, az azonnal meg nem hódoló városok lakosságát teljesen kiirtotta. 1227 nyarán már a tangut fővárost ostromolták a mongolok, a mai Ninghszia-Huj Autonóm Terület helyén, amikor Dzsingisz kán a mai Pingliangtól nyugatra meghalt. Halála után a mongolok bevették a fővárost és ezzel véget ért a tangutok elleni hadjárat.
Dzsingisz kán az európai hódítást eredetileg fiára, Dzsocsira hagyta. Az ő korai halála miatt unokái, Batu kán, Berke és Orda örökölték a feladatot.

#### Dzsingisz kán halála, Ögödej kánsága
Dzsingisz kán még életében felosztotta fiai között a birodalmat. 1227. augusztus 18-án halt meg, ekkorra a Mongol Birodalom a Csendes-óceántól a Kaszpi-tengerig terjedt, kétszer akkora volt, mint a Római Birodalom vagy bármelyik iszlám kalifátus a fénykorában. 1227-ben Dzsingisz harmadik fiát, a karizmatikus Ögödejt nevezte ki örökösének. A mongol hagyomány szerint Dzsingisz kánt titkos helyen temették el. A régensséget eredetileg Ögödej öccse, Toluj töltötte be, egészen addig, amíg Ögödejt 1229-ben a kurultájon hivatalosan meg nem választották. 

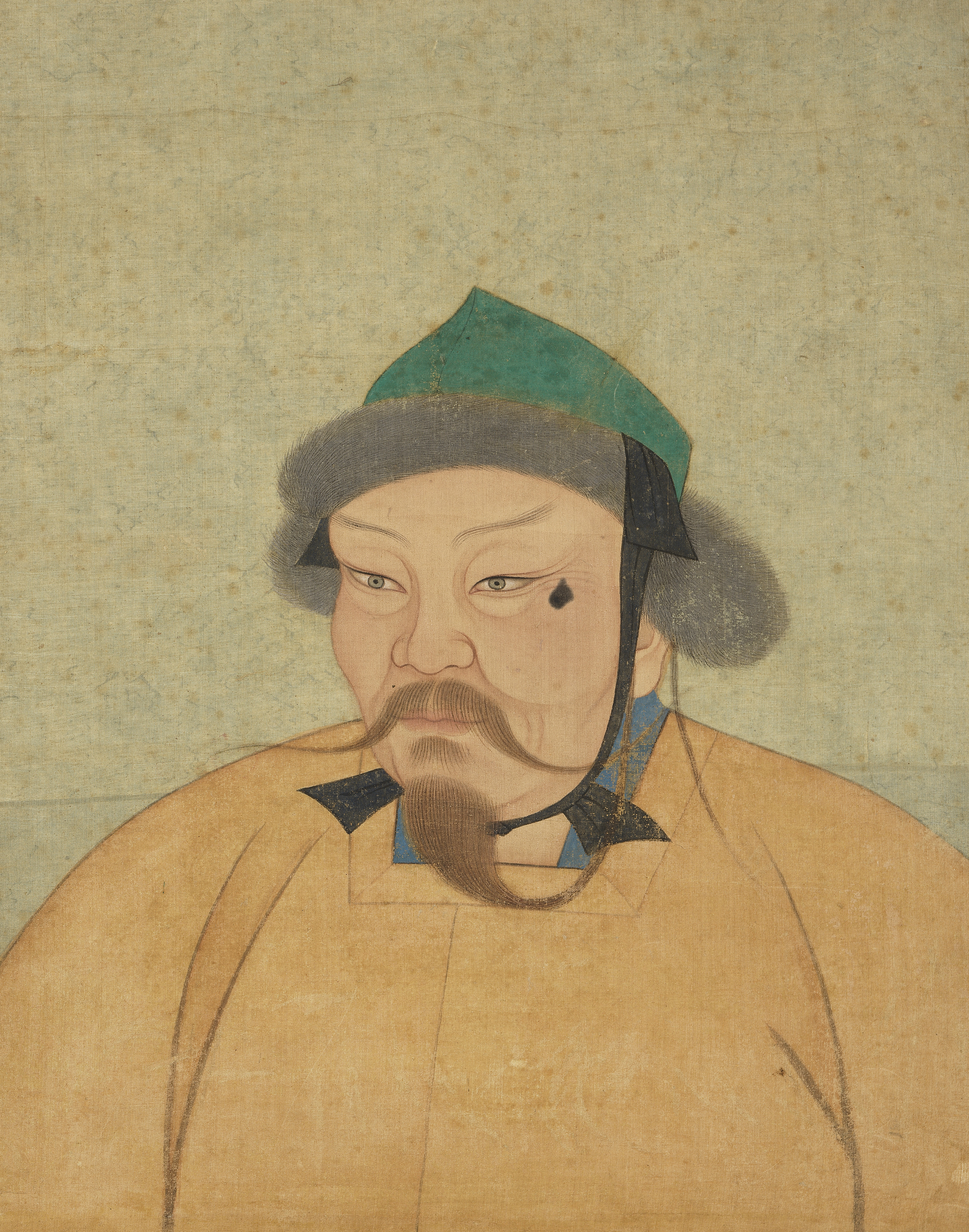
Ögödej mongol nagykán

Első intézkedései között Ögödej csapatokat küldött a baskírok, bolgárok és más népek leigázására a kipcsakok által ellenőrzött sztyeppéken Keleten Ögödej seregei helyreállították a mongol fennhatóságot Mandzsúriában, szétzúzva a keleti Hszia-rezsimet és a tunguz tatárokat. 1230-ban a nagy kán személyesen vezette seregét a kínai Csin-dinasztia elleni hadjáratban. Ögödej hadvezére, Szubotáj 1232-ben Kajfeng ostromakor elfoglalta Wanyan Shouxu császár fővárosát. 1234-ben a Csin-dinasztia összeomlott, amikor a mongolok elfoglalták Caizhout. 1234-ben Ögödej fiai, Kocsu és Koten, valamint a tangut hadvezér, Csagan parancsnoksága alatt három sereg szállta meg Dél-Kínát. A mongolok a Szung-dinasztia segítségével 1234-ben leszámoltak a Csinekkel
Sok han kínai és khitán átállt a mongolokhoz, hogy harcoljanak a Csin ellen. Több han kínai vezető a mongolok számára seregeket vezetett Nyugat-Hszia ellen.  Nyugaton Ögödej tábornoka, Csormakán elfogta és kivégeztette Dzsalal ad-Din Mangburnit, a Hvárezmi Birodalom utolsó sahját. Dél-Perzsia kis királyságai önként behódoltak. Kelet-Ázsiában több mongol hadjárat is volt Korjóban a mai Koreában, de Ögödej kísérlete a Koreai-félsziget annektálására kevés sikerrel járt. Kodzsong, Korjó királya megadta magát, de később fellázadt és lemészárolta a mongol felügyelőket. 1232-ben a koreai udvar Kanghva szigetére menekült, a fővárost Kegjongot is odaköltöztette, a mongolok pedig elfoglalták a Han folyótól északra fekvő területeket, az elkövetkezendő években végig fosztogatták a városokat.
Eközben a Szung-dinasztia elleni támadó akcióban a mongol seregek elfoglalták Szijang-jangot, de nem biztosították ellenőrzésüket a meghódított területek felett. A Szung hadvezéreknek 1239-ben sikerült visszafoglalniuk a várost. Ögödej fiának, Kocsunak a kínai területen bekövetkezett hirtelen halála után a mongolok kivonultak Dél-Kínából, bár Kocsu testvére, Koten közvetlenül a kivonulásuk után megszállta Tibetet.

### Kelet-Európa
Batu kán, Dzsingisz másik unokája, a bolgárok, az alánok, a kipcsakok, a baskírok, a mordvinok, a csuvasok és a dél-oroszországi sztyeppék más népeinek területeit hódította meg, majd Batu, seregeivel a Kijevi Rusz felé fordult. 

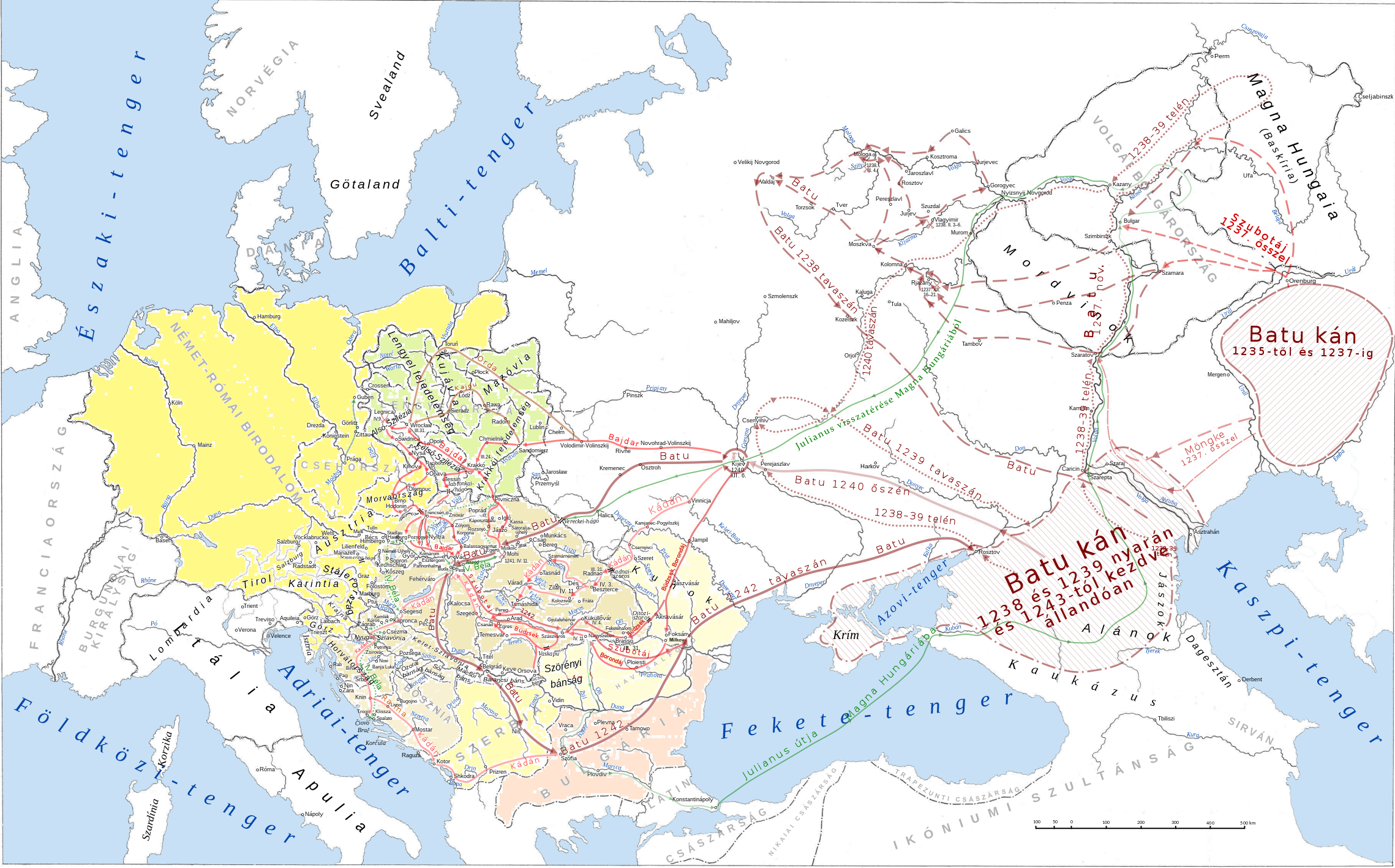
Az európai tatárjárás 1235-1242 között

A Kijevi Rusz lerohanása az európai mongol invázió része volt, amelynek során a Mongol Birodalom a 13. században megszállta és meghódította a Kijevi Ruszt, számos várost elpusztítva, köztük Rjazánt, Kolomnát, Moszkvát, Vlagyimirt és Kijevet, a pusztítást csak Novgorod és Pszkov kerülte el.
A hadjáratot az 1223 májusában lezajlott Kalka-folyó menti csata előzte meg, amely mongol győzelmet hozott több rusz fejedelemség hadereje felett. A mongolok visszavonultak, miután összegyűjtötték a felderítő haderő jelentéseit. Ezt követően 1237 és 1242 között Batu kán teljes körű inváziót indított Európa ellen. 
A mongolok 1237-re Rjazánba, a Kijevi Rusz fejedelemségének fővárosába hatoltak be. Háromnapos, heves harcokkal járó ostrom után a mongolok elfoglalták a várost, és lemészárolták a lakosságot. Ezután a Szity folyó menti csatában megsemmisítették a Vlagyimiri Nagyfejedelemség seregét. A mongolok 1238-ban elfoglalták az alániai fővárost, Maghaszt. 1240-re néhány északi város kivételével az egész Kijevi Rusz elesett. A mongol csapatok Csormakán vezetésével Perzsiában csatlakoztak a Kaukázuson túli területek inváziójához. Batu és Szubotáj a térség lerohanásával megadásra kényszerítették a grúz és örmény nemeseket is.
Az inváziónak Ögedei kán halálával a mongol örökösödési folyamat vetett véget. Minden Rusz fejedelemség kénytelen volt alávetni magát a mongol uralomnak, és az Arany horda vazallusai lettek, amelyek közül néhány 1480-ig fennmaradt.

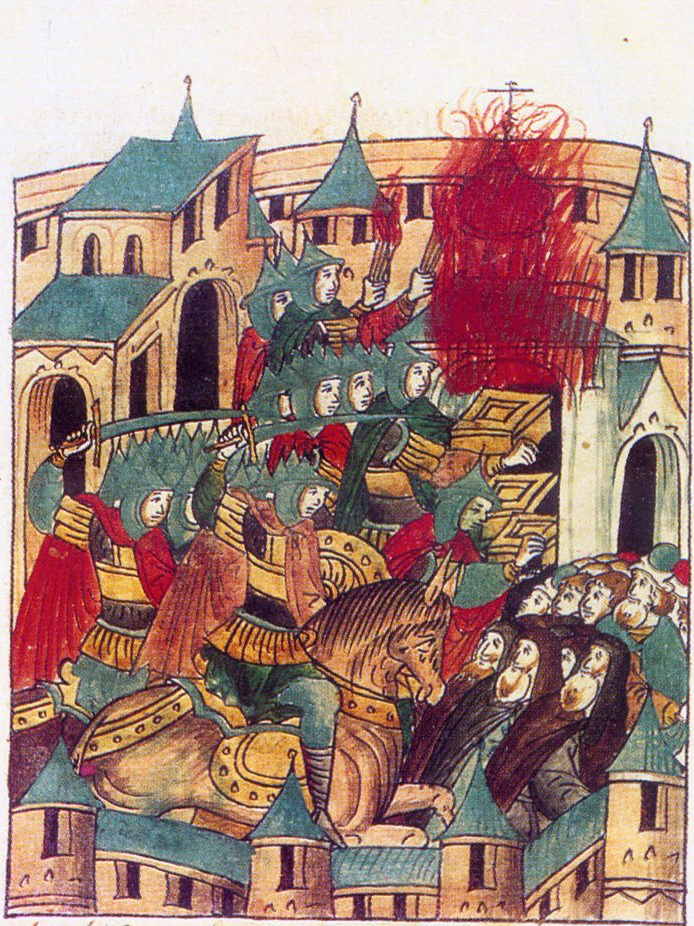
Batu kán elfoglalja Szuzdalt 1238 februárjában. Oroszország mongol megszállása. Miniatúra a 16. századi krónikából.

Az inváziónak, amelyet a Kijevi Rusz felbomlásának kezdete a 13. században megkönnyített, kiszámíthatatlan következményei voltak Kelet-Európa történelmére, beleértve a keleti szláv népek három különálló nemzetre való felosztását: a mai Oroszország, Ukrajna és Fehéroroszország, valamint a Moszkvai Nagyfejedelemség felemelkedését. Moszkva a 14. századra megkezdte függetlenségi harcát a mongolokkal, 1480-ban véget vetett a mongol igának, és Oroszország cársággá bővült.
A katonai sikerek ellenére a mongolok soraiban folytatódtak a viszályok. Batu viszonya Güjükkel, Ögödej legidősebb fiával és Bürivel, Csagatáj kán unokájával továbbra is feszült maradt, és Batu győzelmi lakomája alatt a Kijevi Rusz déli részén tovább romlott. Ennek ellenére Güjük és Buri nem tehetett semmit, ami árthatott volna Batu pozíciójának, amíg nagybátyja, Ögödej életben volt. Ögödej folytatta az offenzívákat az indiai szubkontinensen, ideiglenesen elfoglalta a Delhi Szultanátushoz tartozó Uccsot, Lahort és Multánt, és mongol felügyelőt állomásoztatott Kasmírban, bár az indiai inváziók végül kudarcot vallottak, a mongolok fokozatosan visszaszorultak a térségből. Északkelet-Ázsiában Ögödej beleegyezett, hogy a Korjóval fennálló konfliktus véget érjen azzal, hogy Korjó adófizetője lesz a mongoloknak, és mongol nemesi családhoz kötődő asszonyokat küldött a Korjó-hercegek házasságára. Ezután mind diplomáciai, mind katonai erővel megerősítette szövetségét a koreaiakkal

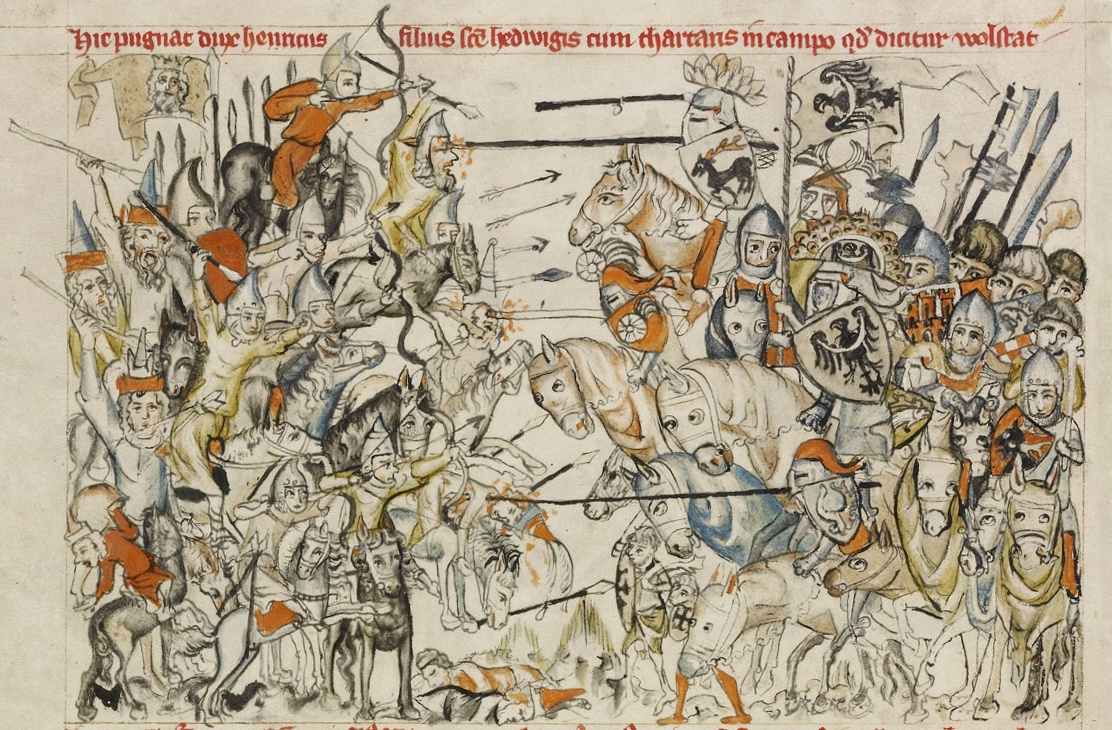
Legnicai csata (legnitz) 1241. A Szent Hedvig-legendából: „hic pugnat dux henricus filius sanctae hedwigis cum thartaris in campo quod dicitur wolstat” azaz „Henrik herceg, Szent Hedvig fia, harcban áll a tatárokkal azon a mezőn, amelyet Wahlstattnak hívnak”;

### Közép-Európa
Batu és utódai a Volga mentén, a torkolathoz közel épült Szaraj nevű városból irányították a nyugati hadjárataikat.
A Közép-Európa elleni támadást Szubotáj tervezte és hajtotta végre, aki talán az ottani győzelmeivel szerezte a legmaradandóbb hírnevet. Miután feldúlta a különböző Rusz-fejedelemségeket, kémeket küldött Lengyelországba és Magyarországra, egészen Kelet-Ausztriáig, hogy előkészítse az Európa belseje elleni támadást. Miután világos képe volt az európai királyságokról, megindította a hadakat, amelyet névlegesen Batu kán és két másik, rokoni kapcsolatban álló fejedelem vezetett. Batu kán, Dzsócsi fia volt az általános vezető, de Szubotáj volt a stratéga és a hadvezér a terepen, és mint ilyen, jelen volt mind az északi, mind a déli hadjáratban a Rusz-fejedelemségek ellen, és ő irányította a Magyarország ellen induló központi hadoszlopot is.
Az Európába való előrenyomulás a mongolok lengyelországi és magyarországi támadásaival folytatódott. Amikor a mongolok nyugati szárnya kifosztotta a lengyel városokat, a lengyelek, a morvák és a keresztény katonai rendek között létrejött európai szövetség, az ispotályosok, a német lovagok és a templomosok között elegendő erőt gyűjtött össze, hogy – bár rövid időre – megállítsák a mongol előrenyomulást Legnicánál (1241). A csatát azonban a mongolok Kadan vezette északi hadereje megnyerte. Miután Güjük serege Erdélyben diadalmaskodott, Szubotáj az Alföldön bevárta őket. Az újonnan egyesült sereg ezután a Sajóhoz vonult, ahol 1241. április 11-én a muhi csatában döntő vereséget mértek IV. Béla magyar király egyesített (horvát szövetségeseik és a templomos lovagokat is kiállító) seregére. A hadműveletet ismét Szubotáj irányította, ez az egyik legnagyobb győzelmének bizonyult.

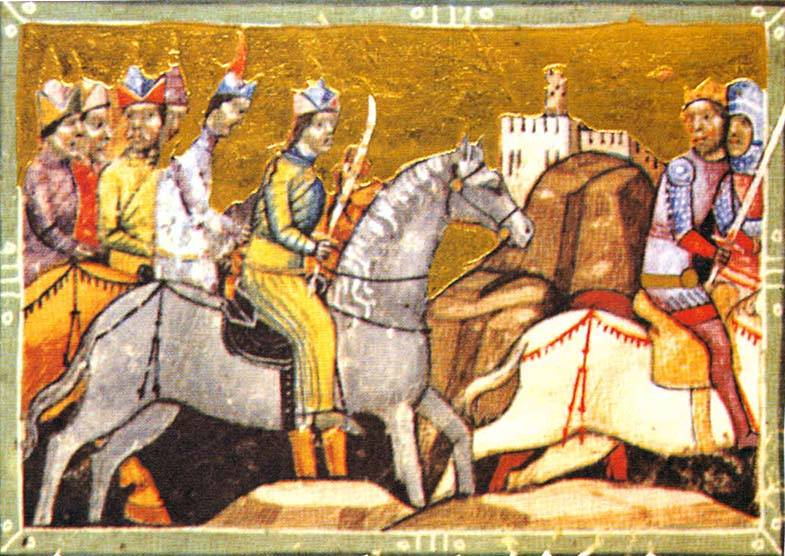
IV. Béla király menekülése az őt üldöző tatár hadak elől (1241)

Mielőtt Batu csapatai tovább indultak volna Bécs ellen és Észak-Albánia felé, Ögödej nagykán 1241 decemberi halálának híre megállította a további európai inváziót. 1241-ben a mongol katonai hagyományoknak megfelelően Dzsingisz minden fejedelmének részt kellett vennie a kurultájon, hogy utódot válasszanak. Batu és nyugati mongol serege a következő évben kivonult Közép-Európából A mai kutatók kételkednek abban, hogy Ögödej halála volt a mongolok kivonulásának egyetlen oka. Az éghajlati és környezeti tényezők, valamint Európa erős erődítményei és várai fontos szerepet játszottak a mongolok visszavonulási döntésében.

### Belviszályok, Töregene régenssége, Güjük nagykán
Batu nem tért vissza Mongóliába, így új kánt csak 1246-ban választottak.
Ögödej nagykán 1241-ben bekövetkezett halála után, a következő kurultáj előtt Ögödej özvegye, Töregene vette át a birodalmat és régensként kormányzott. Üldözte férje kitán és muszlim tisztviselőit, és magas pozíciókat adott saját szövetségeseinek. Birodalmi léptékű palotákat, templomokat építtetett, támogatta a vallásokat és az oktatást. Sikerült megnyernie a legtöbb mongol arisztokratát, hogy Ögödej fiát, Güjüköt támogassa. Batu, az Aranyhorda kánja azonban nem volt hajlandó eljönni a kurultájra, arra hivatkozva, hogy beteg és a mongol éghajlat túl kemény számára. Az így kialakult patthelyzet több mint négy évig tartott, és tovább destabilizálta a birodalom egységét.
Amikor Dzsingisz kán legfiatalabb testvére, Temüge a trón elfoglalásával fenyegetőzött, Güjük Karakorumba jött, hogy megpróbálja biztosítani pozícióját. 1246-ban Batu végül beleegyezett, hogy testvéreit és hadvezéreit a Töregene által összehívott kurultájra küldje. Güjük ekkorra már beteg és alkoholista volt, de mandzsúriában és Európában folytatott hadjáratai olyan tekintélyt adtak neki, amely a kagánná választásához szükséges volt. A mongolok és a birodalmon belüli és kívüli külföldi méltóságok részvételével rendezett ünnepségen szabályosan megválasztották (vazallus nemzetek vezetői, Róma és más hatalmak képviselői, akik tiszteletüket kifejezni és diplomáciai tárgyalásokat folytatni jöttek a kurultájra -
Ekkorra Güjük és Töregene viszonya jelentősen megromlott, annak ellenére, hogy Töregene szerepet játszott Güjük trónra lépésében. Töregene ellenére Güjük letartóztatta, megkínoztatta és kivégeztette Töregene kedvezményezett beosztottjait, szolgáit.
Trónralépése után Güyük kán azonnal behódolást követelt IV. Ince pápától. Güjük lépéseket tett a korrupció visszaszorítására, és bejelentette, hogy apja, Ögödei politikáját folytatja, szakítva ezzel Töregene eddigi elképzeléseivel. Megbüntette Töregene támogatóit, kivéve az idősebb Argun kormányzót, akit pozíciójában hagyott. Apja tisztviselőit visszahelyezte korábbi pozícióikba, és ujgur, naimáni és közép-ázsiai tisztviselőkkel vette körül magát, előnyben részesítve a han kínai parancsnokokat, akik segítettek apjának Észak-Kína meghódításában. Folytatta a katonai hadműveleteket Koreában, délen előrenyomult Szung-Kínába, nyugaton pedig Irakba, és elrendelte a birodalom egészére kiterjedő népszámlálást. Güjük a Rumi Szultanátust is felosztotta Izz-ad-Din Kajkavus és Rukn ad-Din Kilidzs Arszlán között.

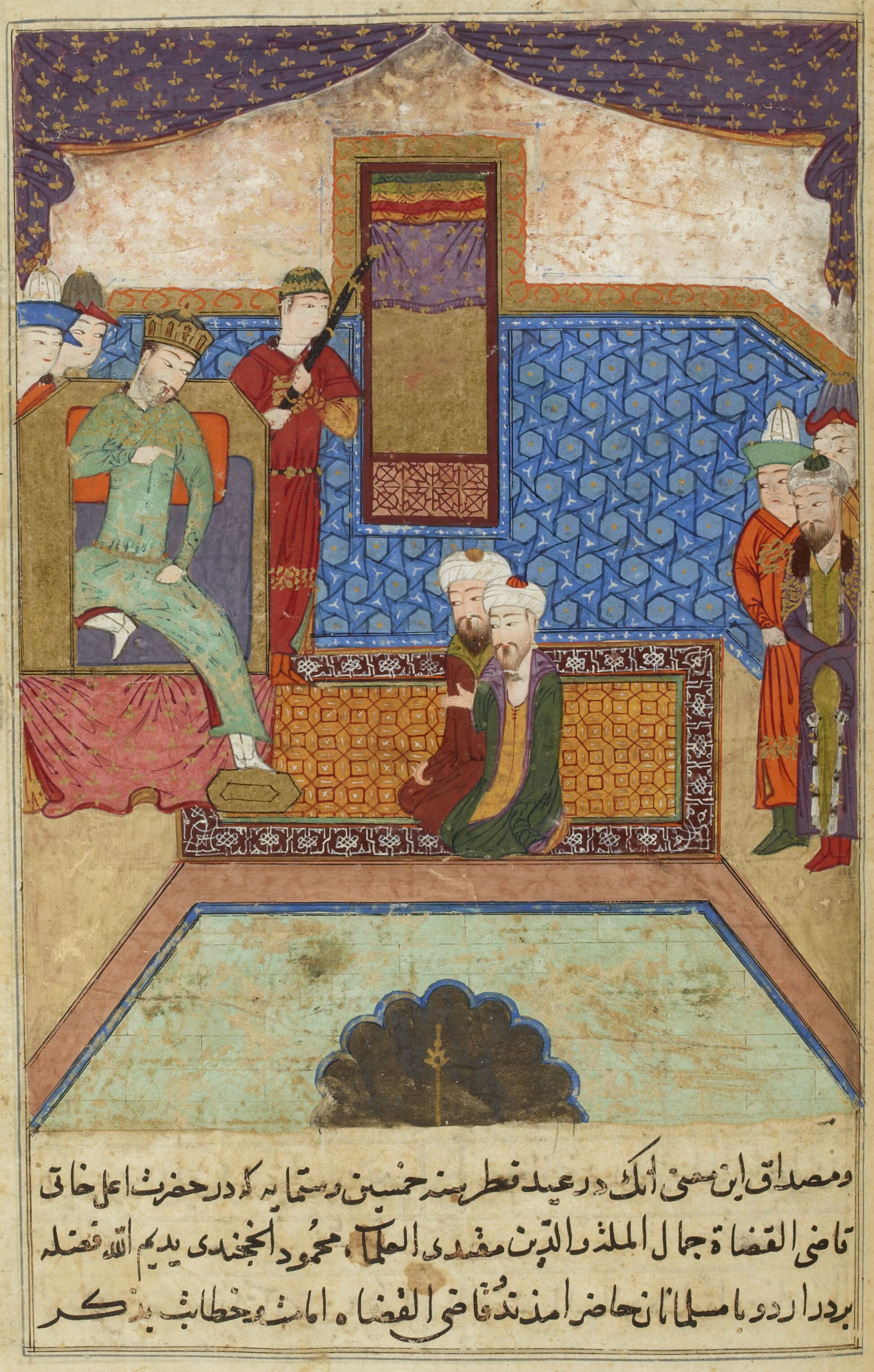
Güjük kihallgatásán

A birodalomban nem minden alattvaló tisztelte Güjük intézkedéseit. Az aszaszinok, korábbi mongol szövetségesek, akiknek nagymestere, Haszan Dzsalalud-Din 1221-ben felajánlotta behódolását Dzsingisz kánnak, feldühítették Güjüköt azzal, hogy most ellenszegültek, sőt meggyilkolták a mongol tábornokokat Perzsiában. Güjük legjobb barátja apját, Eldzsigidejt nevezte ki a perzsa csapatok főparancsnokává, és azt a feladatot adta neki, hogy mind a nizari iszmáiliták erősségeit csökkentsék, mind pedig az iszlám világ központjában, Iránban és Irakban hódítsák meg az Abbászidákat
1248-ban Güyük csapatokat toborzott, és a mongol fővárosból, Karakorumból hirtelen nyugat felé vonult. Az okok nem voltak világosak. Egyes források azt írták, hogy személyes birtokán, akart megpihenni; mások szerint talán azért, hogy csatlakozzon Eldzsigidejhez, hogy teljes körű hódítást hajtson végre a Közel-Keleten, vagy esetleg meglepetésszerű támadást intézzen rivális unokatestvére, az oroszországi Batu kán ellen.
Güyük indítékait gyanítva Szorkuktáni Beki, Dzsingisz fiának, Tolujnak az özvegye titokban figyelmeztette unokaöccsét, Batut Güjük közeledtére. Batu maga is kelet felé utazott abban az időben. Mielőtt Batu és Güjük seregei találkoztak volna, Güjük az utazástól megbetegedett és meghalt a hszincsiangi Kum-Szengirben, valószínűleg megmérgezték.
Güjük özvegye, Ogul Gajmis vette át a birodalom irányítását, de nem rendelkezett anyósa, Töregene képességeivel, és fiatal fiai, Hodzsa és Naku, valamint más kánok nem ismerték el hatalmát. Az új nagykán kiválasztása érdekében Batu 1250-ben saját területén kurultájt hívott össze. Mivel ez nem a hagyományos mongol területen történt (u.n. Szívföldek) az Ögedej és a Csagatáj leszármazottainak családjai nem voltak hajlandók részt venni ezen. A kurultáj ugyan felajánlotta a trónt Batunak, de ő visszautasította, arra hivatkozva, hogy nem érdekli a tisztség, majd maga helyett a Dzsingisz unokát, Möngkét jelölte, nagykánnak, akinek apja Toluj, Dzsingisz fia volt. Möngke az oroszországi első hadjárat alatt sereget vezetett a térségben, majd Észak-Kaukázusban és Magyarországon. A Toluj-párti frakció támogatta Batu jelölését és így Möngkét választották meg; bár a kurultáj korlátozott résztvevőit és helyét tekintve a választás érvényessége sokak szerint megkérdőjelezhető volt.
Batu Möngkét testvérei, Berke és Tüktemür, valamint fia, Szartak védelme alatt elküldte, hogy a mongol szívföldeken Kodoe Aralban egy hivatalosabb kurultájt állítson össze. Möngke támogatói többször is meghívták Ogul Gajmist és a többi jelentős Ögedejid és Csagatájid fejedelmet, hogy vegyenek részt a kurultájon, de ők nem voltak hajlandóak elfogadni Toluj fiát vezetőnek, azt állítva, hogy csak Ögedejnek a leszármazottai lehetnek nagykánok, ezért minden alkalommal visszautasították a részvételt.

### Möngke nagykán
Szorkuktani Beki, Berke támogatásával 1251. július 1-jén új kurultájt szervezett, ahol Möngkét a Mongol Birodalom nagykánjává kiáltotta ki. A káni hatalom az Ögödej leszármazottaktól Dzsingisz fiának, Tolujnak a leszármazási vonalára került. A döntést az Ögödej és Csagatáj rokonság több tagja vitatta, például Siremün, Ögödej unokája, de többen tudomásul vették, mint például Möngke unokatestvére, Kadan és a trónfosztott Kara Hülëgü kán.
Siremün és Naku, Güjük fia azzal az ürüggyel, hogy gratulálni jöttek Möngkének, azt tervezték, hogy meggyilkolják az újonnan beiktatott nagykánt és minden támogatóját. Az összeesküvők szerencsétlenségére Möngke egyik csatlósa véletlenül felfedezte valódi szándékukat. Möngke csapatokat küldött a két herceg és követőik ellen, majd a tervezett merénylet résztvevőit fegyveresei meglepték, és őrizetbe vették.
Most, hogy szilárdan hatalmon volt, az új nagykán első dolga volt, hogy leszámoljon ellenzékével. Sok ögödejida és csagatájida leszármazottat letartóztatott, bíróság elé állított és száműzetéssel vagy halállal büntetett, még azokat is, akik nem vettek részt közvetlenül a merénylet előkészítésében. Siremün, az ögödejidák trónjelöltje is a kivégzettek között volt..
Möngke elkobozta az Ögödej és a Csagatáj családok birtokait, és a birodalom nyugati részét megosztotta szövetségesével, Batu kánnal. A véres tisztogatás után Möngke általános amnesztiát rendelt el a foglyok számára, ezután a nagykáni trón hatalma szilárdan Toluj leszármazottainál maradt.

#### Közigazgatási reformok

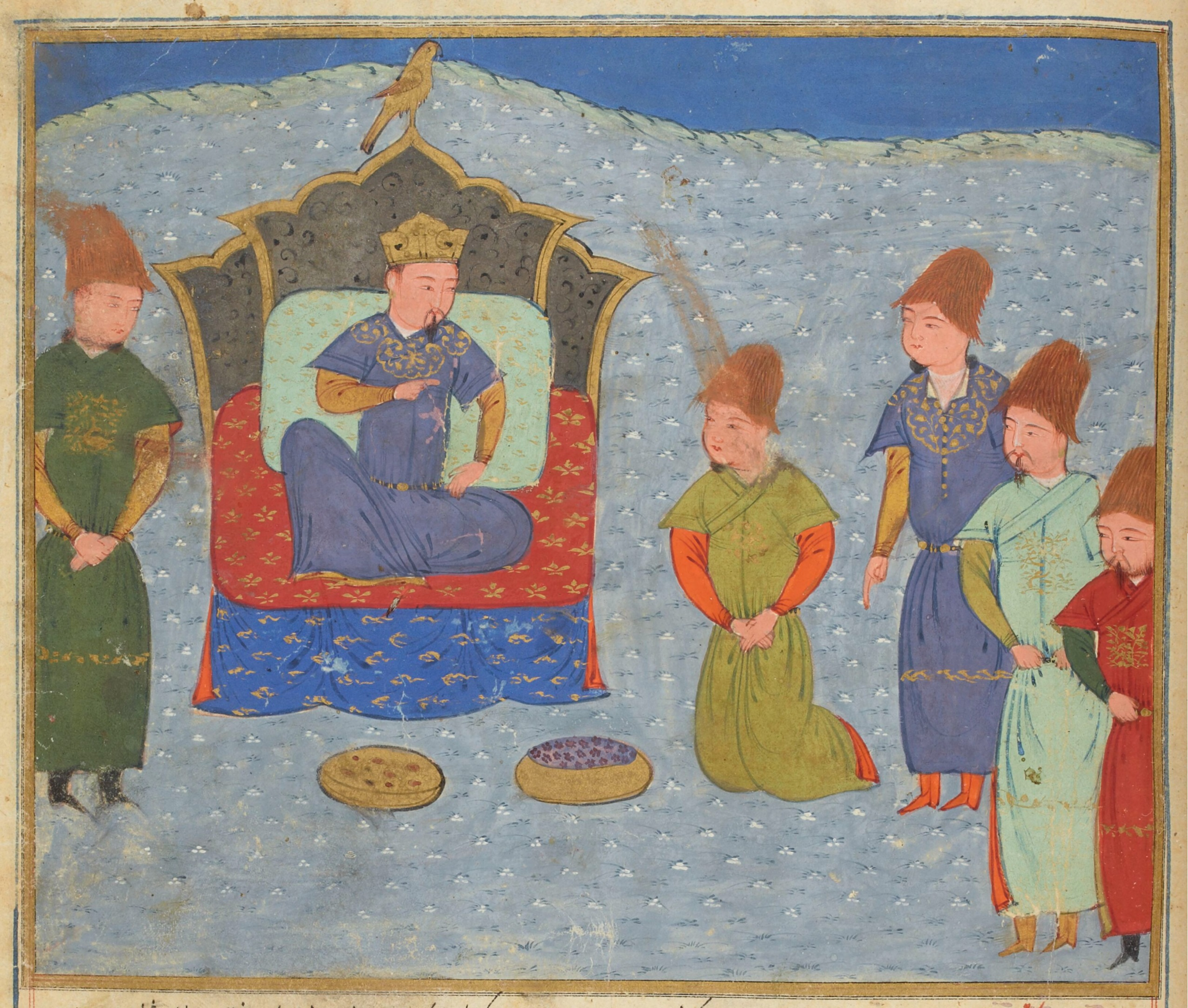
Batu kán az Arany Horda trónján

Möngke toleráns volt a vallásokkal és művészeti stílusokkal szemben, ami oda vezetett, hogy a mongol fővárosban külföldi kereskedőházak, buddhista kolostorok, mecsetek és keresztény templomok épültek. Az építkezések folytatásával Karakorumot kínai, európai és perzsa építészet díszítette. Ennek egyik híres példája volt egy nagy ezüstfa, amelynek ügyesen megtervezett csövei különböző italokat adagoltak. A diadalmas angyallal koronázott fát Guillaume Boucher párizsi aranyműves készítette.
Bár erős kínai kontingenssel rendelkezett, Möngke nagymértékben támaszkodott a muszlim és ujgur adminisztrátorokra, és egy sor gazdasági reformot indított el, hogy kiszámíthatóbbá tegye a kormányzati kiadásokat. Megtiltotta a nemeseknek és a katonáknak, hogy a civilekkel szemben visszaéléseket kövessenek el, vagy engedély nélkül rendeleteket adjanak ki. A járulékrendszert átváltoztatta egy rögzített adóra, amelyet császári ügynökök szedtek be, és továbbítottak a rászoruló, alacsonyabb jövedelemmel rendelkező egységeknek. Az adókulcsok csökkentésével igyekezett a köznép adóterheit is enyhíteni. Központosította a pénzügyek ellenőrzését, és megerősítette a postajáratok őrségét. Möngke 1252-ben elrendelte a birodalom egészére kiterjedő népszámlálást, amely több évig tartott, és csak 1258-ban fejeződött be a távol északnyugaton fekvő Novgorodban.
Hatalmának megszilárdítása érdekében Möngke testvéreit, Hülegüt és Kubilájt bízta meg Perzsia, illetve a mongolok által uralt Kína irányításával. A birodalom déli részén folytatta elődei harcát a Szung-dinasztia ellen. Annak érdekében, hogy három irányból is kijátssza a Szungot, Möngke mongol seregeket küldött testvére, Kubiláj vezetésével Jünnanba, nagybátyja, Ijekü vezetésével pedig Korea leigázására és a Szung nyomás alá helyezésére.
Kubiláj 1253-ban meghódította a Dali Királyságot, miután a dali király, Duan Hszingzi átállt a mongolokhoz, és segített nekik meghódítani Jünnan többi részét. Möngke hadvezére, Koridáj stabilizálta Tibet feletti uralmát, rávéve a vezető kolostorokat, hogy alávessék magukat a mongol uralomnak. Szubotáj fia, Urjankhadáj behódolásra kényszerítette a szomszédos jünnani népeket, és 1258-ban háborút indított a Trần-dinasztia alatt álló Đại Việt királyság ellen Észak-Vietnamban, azonban vissza kellett vonulniuk. 1285-ben és 1287-ben a mongol birodalom ismét megpróbálta megszállni Đại Việt, de mindkétszer vereséget szenvedett.

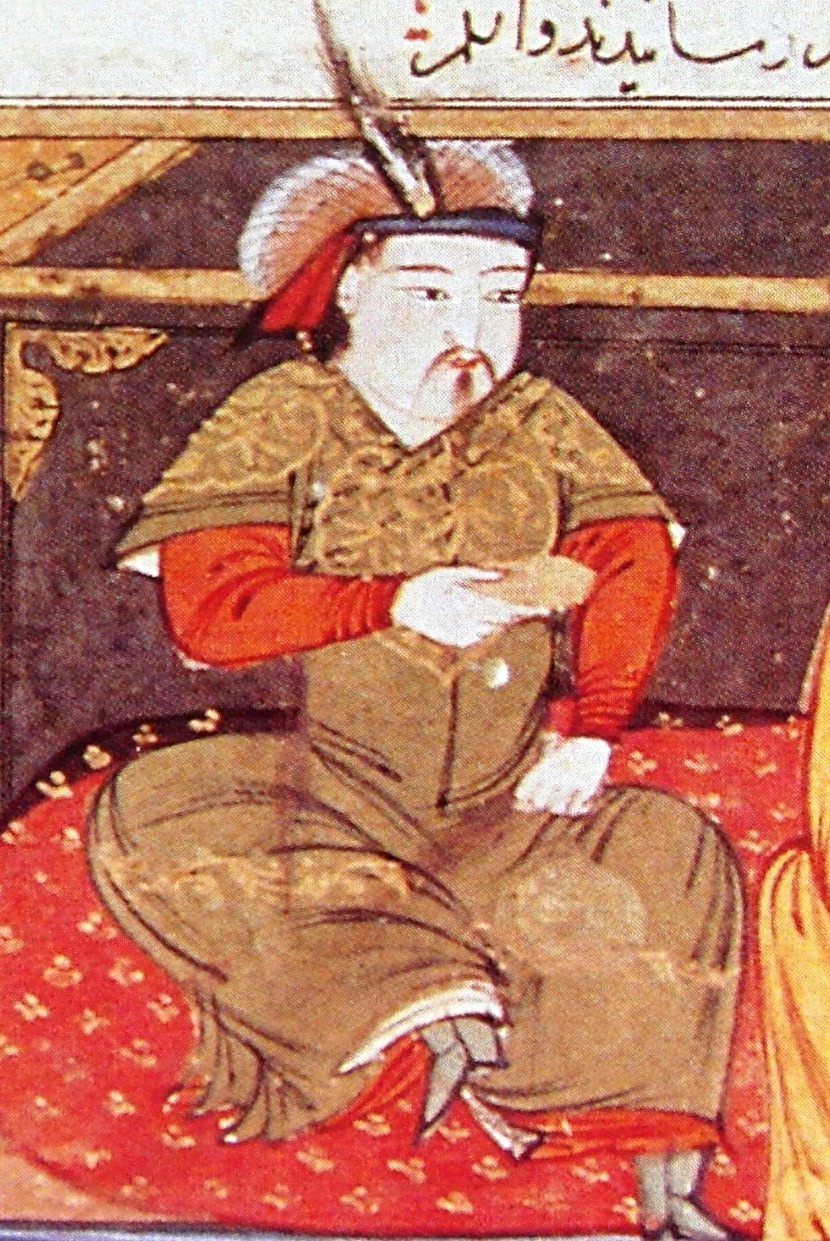
Hülegü kán, Dzsingisz kán unokája, az Ilhánida dinasztia megalapítója

### Hódítások Möngke alatt, Ilhánok, Kubiláj, magyar vonatkozások
Möngke nagykán továbbvitte Dzsingisz és Ögödej távlati elképzeléseit, ami a területi hatalom lehető legnagyobb kiterjesztésére vonatkozott. A világ uraként akart bevonulni a történelembe, és mivel Toluj leszármazottjaként nem követelhetett osztatlan tekintélyt a nagykáni trónon, uralkodói nagyszerűségét különleges képességeivel magyarázta. Úgy vélte, hatalma abból ered, hogy olyan egyedülálló erényekkel rendelkezik, amelyek riválisai fölé emelték. Három nagyobb stratégiai terve volt birodalma kiterjesztésére: Kína végső bekebelezése különösen a Szung meghódítása – ezt a feladatot testvérére, Kubilájra bízta –, Irán, Irak lerohanása – másik testvérét, Hülegüt küldte a bagdadban székelő Abbászida Kalifa ellen – és az Arany Horda segítségével a nyugati területek bővítése.

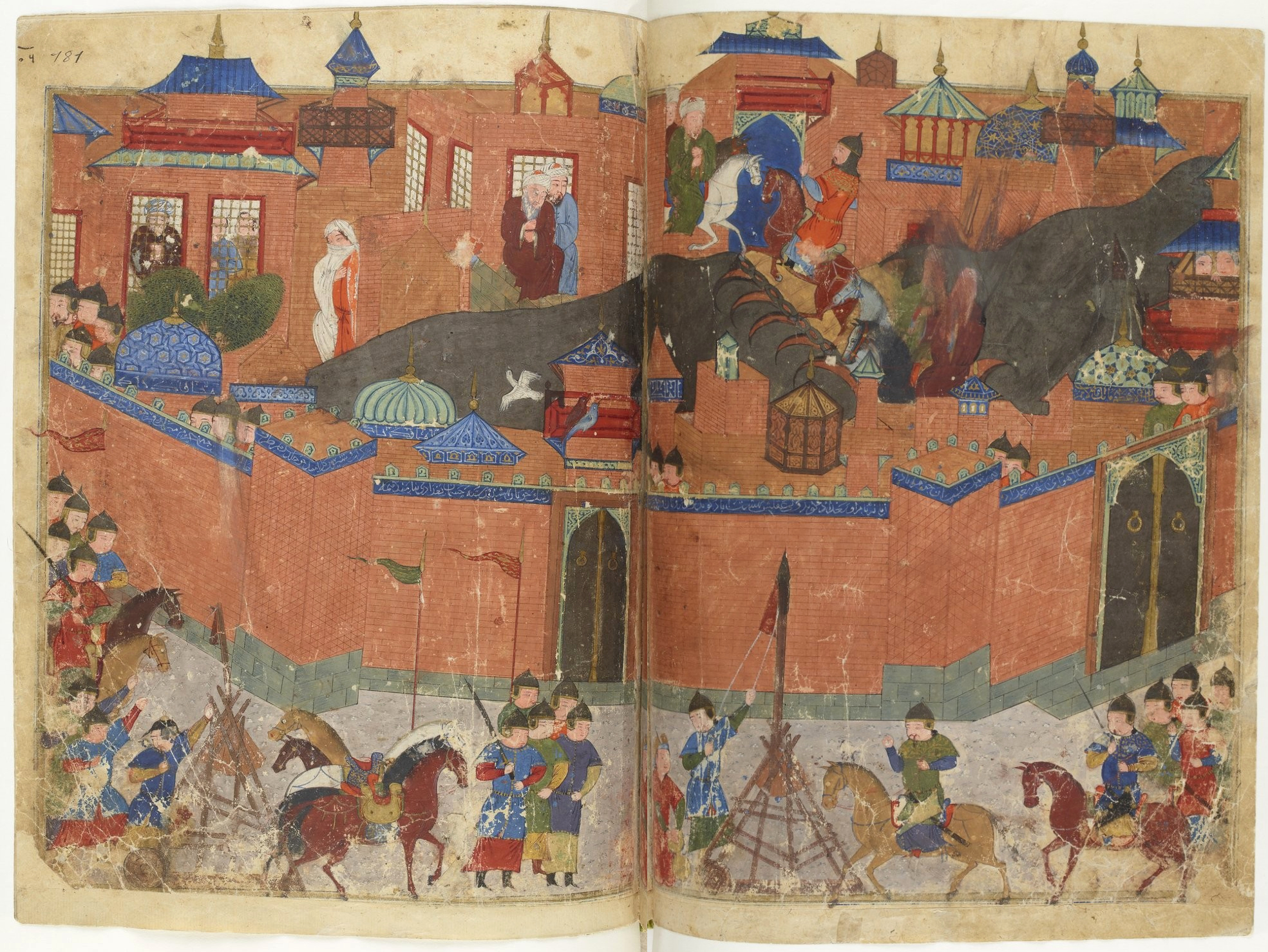
Bagdad eleste 1258-ban

Amikor Hülegü nyugat felé vette az irányt, a kilíkiai örmények, a ruméliai szeldzsukok (az 1243-as kösedaghi csata után az anatóliai Szeldzsuk Szultánság behódolt a mongoloknak), valamint Antiochia és Tripoli keresztény birodalmai alávetették magukat a mongol fennhatóságnak, és csatlakoztak hozzájuk a muszlimok elleni támadásban. Hülegü kiváló stratégiai tervezéssel felszámolta az iszmáilita uralmat Perzsiában. A szeldzsukok régi belső ellenségeit, az alamuti sziklavárakban tanyázó iszmáilita aszaszinokat pár nap alatt elpusztítva, eljutott Bagdadig, majd 1258 februárjában elfoglalta azt, és fogságba ejtette az utolsó Abbászida kalifát. Bagdadot kíméletlen fosztogatásnak vetették alá, amelyet az iszlám történetének egyik legkatasztrofálisabb eseményének tartják, és néha a Kába széttöréséhez hasonlítják. Az Abbászida Kalifátus pusztulásával Hulagu számára megnyílt út Szíriába, és a térség többi muszlim hatalma ellen vonult. Hadserege az Ajjubidák uralta Szíria felé nyomult előre, útközben kisebb helyi államokat foglalt el. Az Ajjubidák szultánja, Al-Naszir Juszuf nem volt hajlandó Hulagu előtt mutatkozni, azonban két évtizeddel korábban elfogadta a mongol fennhatóságot. Míg egyes városok ellenállás nélkül megadták magukat, mások, mint például Mayafarriqin, ellenálltak; lakosságukat lemészárolták, a városokat pedig kifosztották. 1259-ben Szíriában elfoglalta Damaszkuszt és Aleppót, mielőtt elérték volna a Földközi-tenger partjait. Hülegü önállósította magát és megalapította saját kánságát, egyúttal dinasztiáját, Ilhánok („vazallus kánok”) néven.
Batu 1256-ban meghalt, az Arany Horda vezetését fia, Szártak vette volna át, de ő is meghalt, ahogy nem sokkal ezután annak fia is. Berke, Batu testvére vette át az Arany Horda feletti irányítást. Berke folytatta bátyja nyugati terjeszkedését, több hadjáratot vezetett Halics és Lodoméria (Volhínia) ellen. Berke nem sokkal hatalomra kerülése után békekötési ajánlattal lépett fel IV. Béla felé, amelyben gyermekeik házasságát helyezte kilátásba, illetve adófizetési kötelezettség elengedése mellett magyar csapatokat kért, akikkel együtt a nyugati királyságokat megtámadhatja. IV. Béla III. Sándor pápától kért segítséget, de attól csak buzdítást és tanácsokat kapott. Végül Berke egyéb teendői miatt lemondott erről a szövetségről.

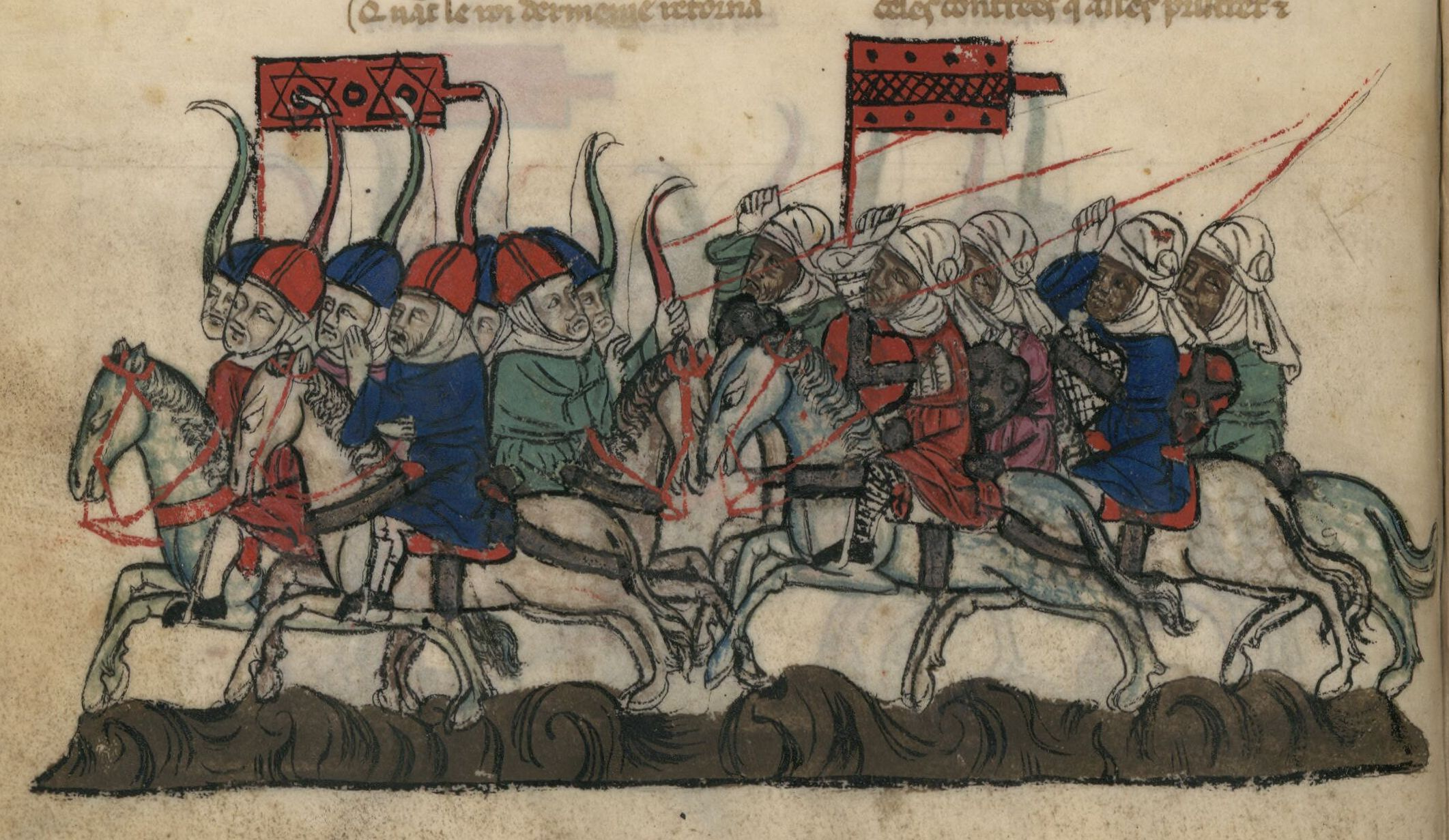
Mamlúk és mongol lovasság összecsapása az Ajn Dzsálút-i csata során. Forrás: "Histoire des Tartares", Bibliothèque nationale de France

Berke büntetőexpedíciókat küldött Ukrajnába, Fehéroroszországba, Litvániába és Lengyelországba. A mongol birodalom északnyugati és délnyugati része között viszály kezdett kialakulni, mivel Batu azt gyanította, hogy Hülegü nyugat-ázsiai inváziója Batu saját ottani uralmának megszűnését fogja eredményezni. Egyúttal rossz szemmel nézte Bagdad elfoglalását és kifosztását, valamint a kalifa meggyilkolását, hiszen maga a mongolok közül elsőként tért át a muszlim hitre.
Később Berke kán 1260-ban az egyiptomi mamluk sereget támogatta unokatestvérével, Hülegü ilhánnal szemben. Möngke halálhírére testvére, Hülegü megszakította sikeres katonai előrenyomulását Szíriába, seregei nagy részét Mughanba vonta vissza, és csak egy kis kontingenst hagyott hátra hadvezére, Kitbuga vezetésével. A térségben szemben álló erők, a keresztesek és a muszlim mamlúkok, felismerve, hogy a mongolok jelentik a nagyobb fenyegetést, kihasználták a mongol sereg meggyengült állapotát, és erős fegyverszünetet kötöttek egymással.
1260-ban a mamlúkok Egyiptomból előrenyomultak, engedélyt kaptak, a keresztesektől, hogy tábort verjenek és utánpótlást állomásoztassanak a keresztény erődítmény, Akkó közelében, és az Ajn Dzsálút-i csatában megütköztek Kitbuga seregeivel Galileától északra. A mongolokat legyőzték, Kitbugát kivégezték. Ez a sorsdöntő csata jelentette a mongol terjeszkedés nyugati határát a Közel-Keleten, és azt eredményezte, hogy a mongolok többé nem voltak képesek komolyabb katonai hódításokra Szíriánál nyugatabbra.

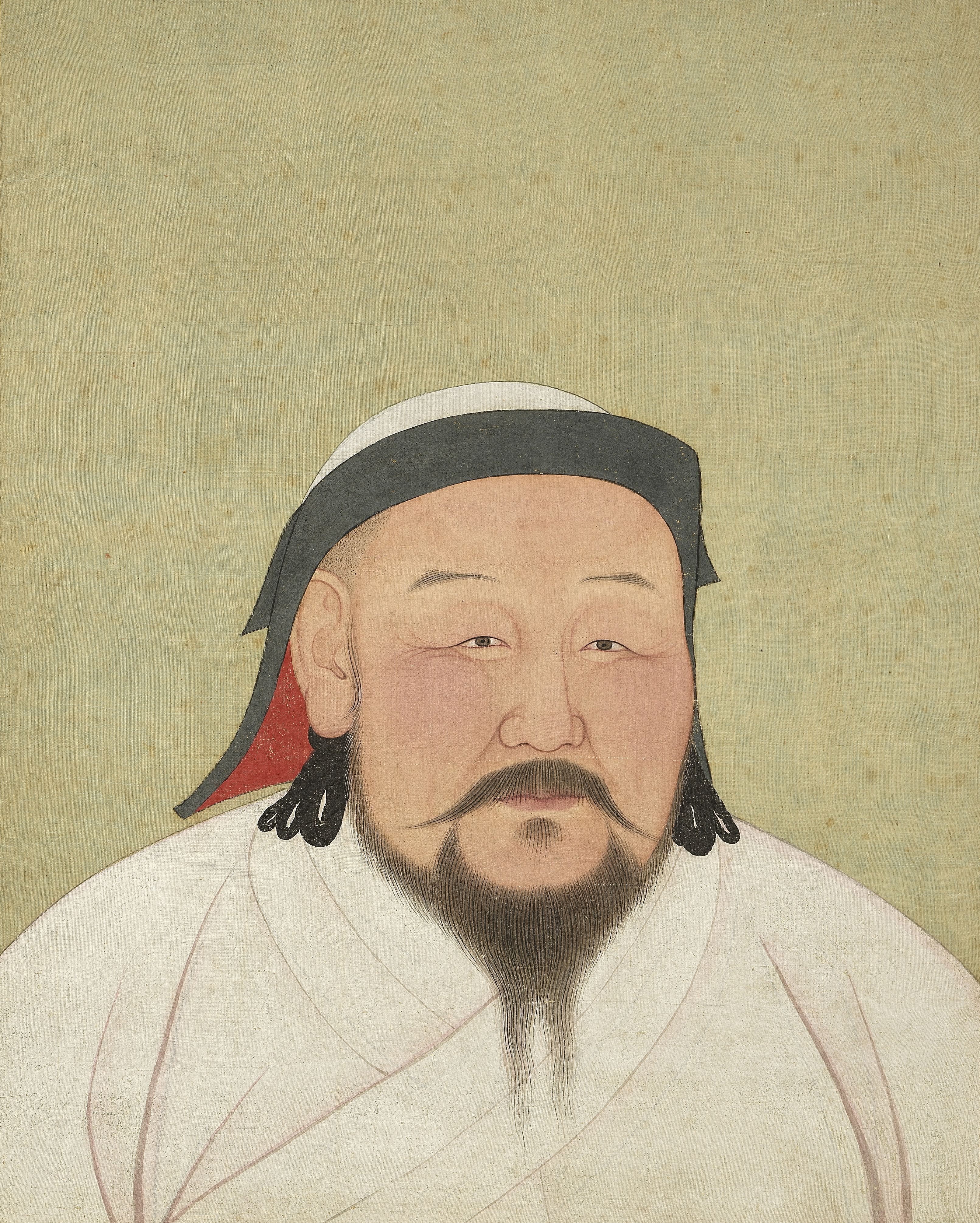
Kubiláj mongol nagykán

### Möngke halála, a tolujida polgárháború
A birodalom déli részén Möngke kán maga vezette seregét, de ő nem tudta már befejezni Kína meghódítását. A hadműveletek általában sikeresek voltak, de elhúzódtak, így a haderő nem vonult vissza északra, ahogy az a forróság beálltával szokásos volt. A mongol erőket véres járványok pusztították, és Möngke 1259. augusztus 11-én ott halt meg. Ezzel az eseménnyel új fejezet kezdődött a mongolok történetében, mivel ismét döntést kellett hozni az új nagykánról. A mongol seregek birodalom szerte visszavonultak hadjárataikból, hogy összehívják az új kurultájt.
Kubláj kán Möngke halálhíréről a kínai Huaj folyónál értesült. Ahelyett, hogy visszatért volna a fővárosba, folytatta előrenyomulását Kína Vucsang tartományában, a Jangce folyó közelében. 1260-ban Fiatalabb testvérük, Arig böke kihasználta Hülegü és Kubiláj távollétét, és a fővárosban elfoglalt pozícióját, szövetséget kötött a mongol nemesség befolyásos tagjaival, hogy támogassák őt, mint nagykánjelöltet. Möngke közvetlen családjának nagy része támogatta Arig bökét, de emellett Ögödej, Csagatáj és Dzsocsi családjai is, így elnyerte magának a nagykáni címet azzal, hogy a család összes ágának képviselői a karakorumi kurultájban őt kiáltották ki vezérnek. Kubiláj kán még 1260-ban a déli Szung elleni hadjáratot vezette, amikor hírt kapott arról, hogy Arig böke kihívta őt a trónutódlásért. Összehívta saját kurultáját Kajpingbe, ahol Észak-Kína és Mandzsúria szinte valamennyi magas rangú fejedelme támogatta jelöltségét Arig böke jelölésével szemben. Ez volt az első kurultáj, amely a mongolok őshazáján vagy Közép-Ázsián kívül kiáltott ki egy nagykánt.

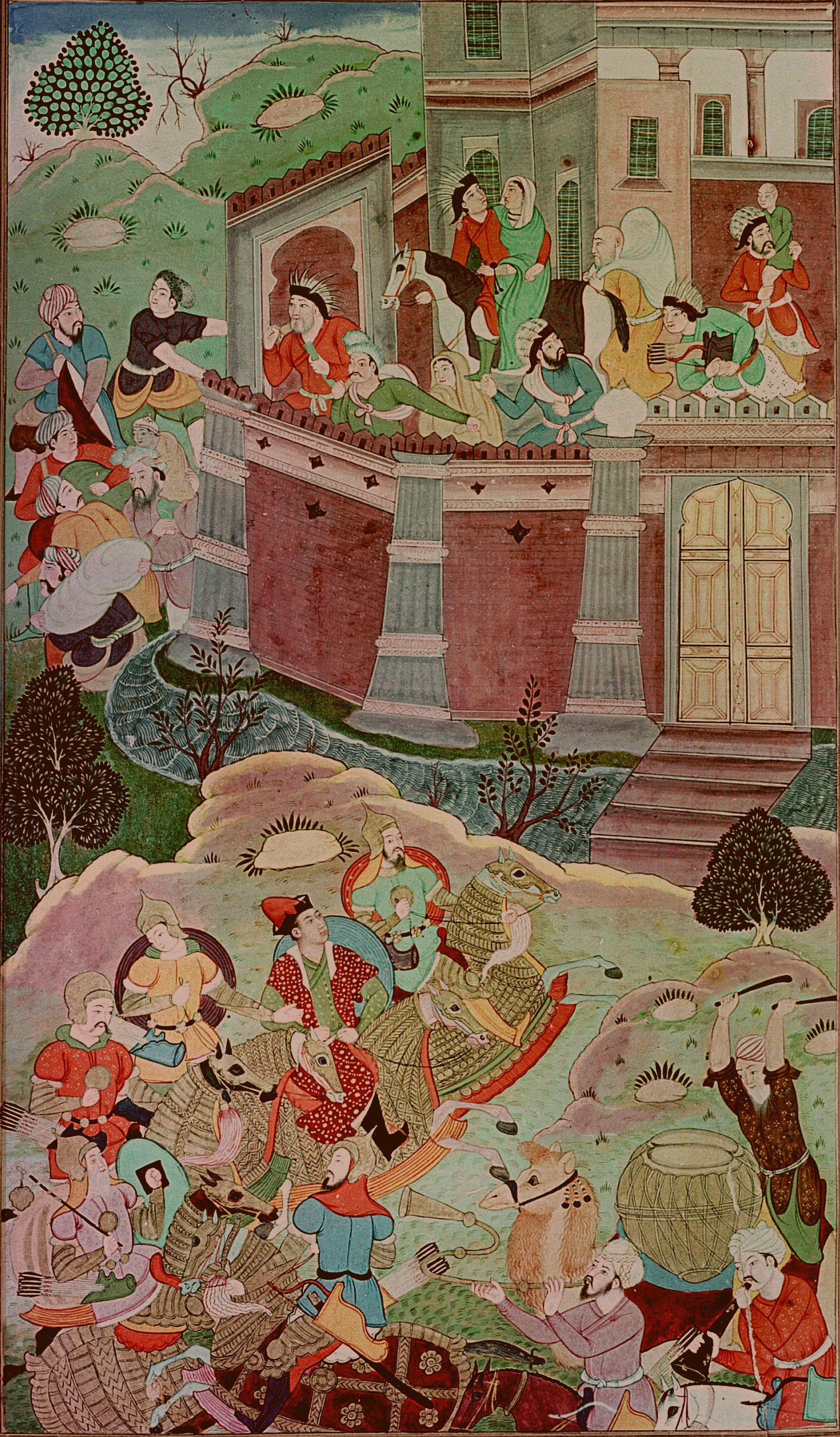
Arig böke legyőzi Alghut

Hülegü is Mongóliába indult, hogy részt vegyen a kurultájon, de a mamlúkok által elszenvedett veresége Ajn Dzsalútnál arra kényszerítette, hogy visszavonuljon a Közel-Keletre. Berke kihasználta a mamlúk győzelmet az Ilhanátus lerohanásával, amivel kezdetét vette a Berke-Hülegü háború.
Arig böke az Aranyhorda kánjával, Berkével és a Csagatáj kánság vezetőjével, Alghuval szövetkezett. Az Ilhanátusbeli Hülegü volt Kubiláj kán egyetlen szövetségese. Berke támogatta Arig bökét, mert neheztelt Hülegüre, nemcsak azért, mert megölette a kalifát Bagdadban, hanem mert szoros kapcsolatban állt Kubilájjal. Hülegü és Berke tehát saját háborújukkal voltak elfoglalva, és nem tudtak beavatkozni a kialakuló mongol polgárháborúba.
Kubiláj Kína termékeny földjeiről jutott utánpótláshoz, míg Arig böke a félszáraz sztyeppéken fekvő Karakorumba volt kénytelen nyersanyagokat importálni. Kubiláj kán ezektől a Kínából származó utánpótlástól függött, ezért a polgárháború megnyeréséhez kína támogatására volt szüksége. Kubiláj kínai tanácsadói segítségével behízelegte magát alattvalóinál, bölcs császárként mutatkozott, aki képes egyesíteni a kínaiakat, a koreaiakat és az ő mongol harcosait, miközben Arig bökét pusztító bitorlónak festette le. Kubiláj adócsökkentést ígért, kormányzati intézményeit a kínai dinasztiákéhoz hasonlóan alakította ki, és elnevezte rezsimjét zhongtongnak, ami „mérsékelt uralmat” jelent. Politikája népszerű volt Észak-Kínában, de nem volt hatással a déli Szunggal való kapcsolataira, akikkel még mindig hadban állt. Miközben Kubiláj a polgárháborúval volt elfoglalva, A Szung megszállta, és visszaszerezte a mongoloktól korábban elvesztett területeit. Kubiláj egy diplomatát, Hao Jinget küldött, hogy megvitassa a háború békés rendezésének kilátásait a déli Szunggal. A Szung azonban elutasította Kubiláj közeledését, és Haót a bebörtönözte
Kubiláj most már a Karakorumba vezető négy lehetséges utánpótlási vonalból hármat ellenőrzött. Kadan, Kubiláj szövetségese az Ögödej ágból megvédte az egykori Nyugati Hszia területeit Arig böke ellen, és a Kanszuban állomásozó erők parancsnoka lett. Kubiláj csapatai a Jan (a mai Peking) környéki területet elleőrizték. Az egyetlen utánpótlási vonal, amely még nyitva állt Arig böke előtt, a Jenyiszej folyó völgye volt északnyugaton. 1260 végén, amikor Kubiláj serege előrenyomult Karakorum felé, Arig böke visszavonult Karakorumból a Jenyiszej egyik mellékfolyójára. A közelgő tél ekkor arra kényszerítette Kubilájt és Arig bökét, hogy a tavasz közeledtével folytassák a háborút.
1261-ben Kubiláj és Arig böke Simultájnál csapott össze. Arig böke elvesztette a csatát és visszavonult. Tíz nappal később visszatért a térségbe, hogy kihívja Kubiláj erőit a kelet-mongóliai Khingan-hegység közelében. Az Arig böke által megtámadott csapatokat nem személyesen Kubiláj vezette, és seregének csak kis részét alkották mongol erők. Ennek ellenére a csata nem dőlt el. Eddig már Mongólia nagy része Kubiláj ellenőrzése alatt állt, ami fenyegette Arig böke ellenőrzését a Jenyiszej-völgyi utánpótlási vonal felett. A meggyengült Arig böke Alghuhoz fordult segítségért. Alghu elutasította, és kivégeztette az Arig böke által küldött követeket, akik Alghu adóbevételeinek egy részét követelték.
Ebben az időben egy Kínában kitört lázadás elterelte Kubiláj figyelmét a polgárháborúról, és Arig böke további üldözése helyett Kajpingba távozott. Arig böke háborúba lépett Alghuval, miután Kubiláj támadásának veszélye elült. Alghu legyőzte Arig böke parancsnokát, Kara Buhát a hszincsiangi Ili folyó közelében.
Arig bökének már kevés szövetségessel maradt, és számos támogatója dezertált mellőle a Csagatáj kánság elleni fellépése és atrocitásai után. Ürüng Tash, Möngke fia, disszidált, és elvette apja tamga pecsétjét Arig bökétől, és Kubilájnak adta hűsége jeléül. Alghu ezután visszatért az Ili folyóhoz, hogy eltávolítsa Arig bökét Hszincsiangból. Arig bökének nem voltak sem erőforrásai, sem szövetségesei ahhoz, hogy megvédje magát. Egyedül utazott Sangduba, és 1264-ben megadta magát Kubilájnak, véget vetve ezzel a tolujida polgárháborúnak. Arig böke tisztázatan körülmények között hunyt el Kubiláj börtönében.

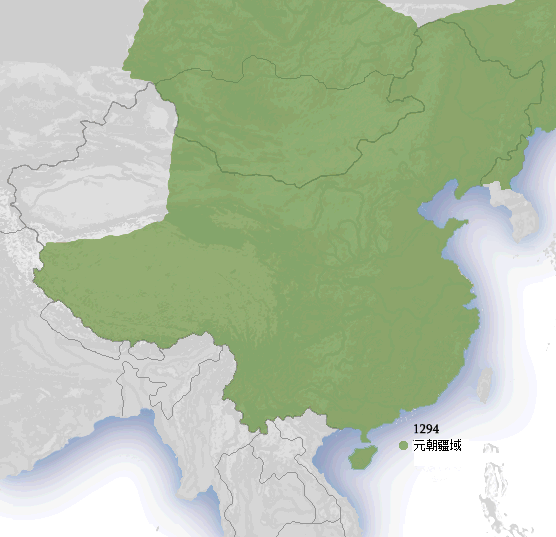
A Jüan-dinasztia hatalmának kiterjedése 1294

### Kubiláj kínai császár és nagykán – a Jüan-dinasztia

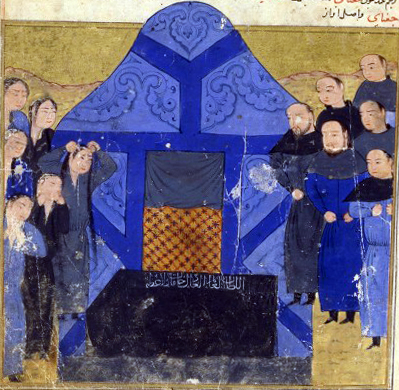
Csagatáj kán sírja

Hsziangyang 1273-as eleste után Kubiláj parancsnokai, Adzsu és Liu Cseng, végső hadjáratot javasoltak a Szung-dinasztia ellen, és Kubiláj Bárin Bajant tette meg főparancsnoknak. 1273-ban Kubiláj megparancsolta Möngke Temürnek, hogy vizsgálja felül az Arany Horda második népszámlálását, hogy forrásokat és embereket biztosítson Kína meghódításához. 1274-75-ben az Arany Horda minden részén, köztük Szmolenszkben és Vityebszkben is megtörtént a népszámlálás.
Kubiláj 1271-ben átnevezte mongol családját a kínai Dai Jüanra, és igyekezett Kínai császárként imázsát építeni, hogy elnyerje a han kínaiak millióinak bizalmát és támogatását. Amikor székhelyét a mai Pekingnél lévő Kanbalikba, más néven Daduba helyezte át, a régi fővárosban, Karakorumban felkelés tört ki, amelyet alig tudott megfékezni. Kubiláj tetteit a tradicionalisták elítélték, és kritikusai még mindig azzal vádolták, hogy túlságosan kötődik a han kínai kultúrához. Üzenetet küldtek neki: „Birodalmunk régi szokásai nem a han kínai törvények ... Mi lesz a régi szokásokkal?”  A Karakórumban székelő Kajdu (1230–1301), aki Ögödej mongol nagykán unokája volt, és az Ögödej-ház vezére, egyúttal a Mongol Birodalom egyik részének, a Csagatáj kánságnak a tényleges kánja, aki A 13. században a mai Hszincsiang és Közép-Ázsia egy részét uralta, nagymértékben befolyásolta az elit mongol családokat, és magát törvényes trónörökösnek nyilvánította Kubiláj helyett. Szerinte Kubiláj hátat fordított Dzsingisz örökségének és a mongol hagyományoknak. Sokan távoztak Kubiláj környezetéből, és ez a disszidálás felduzzasztotta az ögedejidák erőit.

### Kubiláj öröksége, kánságok
Az 1200-as évek végére jelentős változások történtek a Mongol Birodalomban. Kubiláj kán, miután meghódította egész Kínát és megalapította a Jüan-dinasztiát, 1294-ben meghalt. Utóda unokája, Temür Jüan kán lett, aki folytatta Kubiláj politikáját. Ugyanakkor a toluid polgárháború, valamint a Berke-Hülegü ellentét és az azt követő Kajdu-Kubiláj összecsapások nagymértékben meggyengítették a nagykán tekintélyét a Mongol Birodalom egésze felett, ezért a birodalom autonóm kánságokra, a Jüan-dinasztiára és a három nyugati kánságra: az Arany Hordára, a Csagatáj kánságra és a perzsa Ilhanátusra szakadt. Csak az Ilhánátus maradt hűséges a Jüan udvarhoz, de saját hatalmi harcot vívott, részben a birodalom délnyugati részén belül egyre erősödő iszlám frakciókkal folytatott vita miatt.
Kajdu halála után a csagatáj uralkodó, Duva békeajánlatot kezdeményezett, és meggyőzte az Ögödej családot, hogy engedelmeskedjenek Temür kánnak. 1304-ben valamennyi kánság jóváhagyta a békeszerződést, és elfogadta Temür Jüan császár fennhatóságát. Ezzel megalapozta a Jüan-dinasztia névleges fennhatóságát a nyugati kánságok felett is, amely több évtizedig tartott. Ez a fennhatóság gyengébb alapokon nyugodott, mint a korábbi kagánoké, és a négy kánság mindegyike külön-külön fejlődött tovább és független államként működött.

Csagatáj kánság a 13. században

A hódítások és polgárháborúk közel egy évszázadát viszonylagos stabilitás, a Pax Mongolica követte, és virágzott a nemzetközi kereskedelem és a kulturális csere Ázsia és Európa között. A kínai Jüan-dinasztia és a perzsa Ilhanátus közötti kommunikáció tovább ösztönözte a kelet és nyugat közötti kereskedelmet és kapcsolatokat. A Jüan-textíliák mintáit a birodalom túlsó oldalán örmény díszítéssel lehetett megtalálni; fákat és zöldségeket ültettek át az egész birodalomban; és a mongol uradalmi területekről nyugat felé terjedtek a technológiai újítások. XXII. János pápának a keleti egyháztól egy memorandumot mutattak be, amely a Pax Mongolicát írta le: „... a kagán az egyik legnagyobb uralkodó, és az állam minden ura, pl. Almalig (Csagatáj kánság) királya, Abu Szaid császár és az üzbég kán az ő alattvalói, akik tisztelegve tisztelegnek szentségének.” Azonban, bár a négy kánság még jóval a 14. században is kapcsolatban állt egymással, ezt szuverén államokként tették, és soha többé nem egyesítették erőforrásaikat katonai együttműködésben.
A Kajduval és Duvával való konfliktusai ellenére Temür Jüan császár 1297 és 1303 között Thaiföld ellen folytatott hadművelet-sorozata után a harcias san néppel hódoltsági viszonyt létesített. Ez a mongolok déli terjeszkedésének végét jelentette.

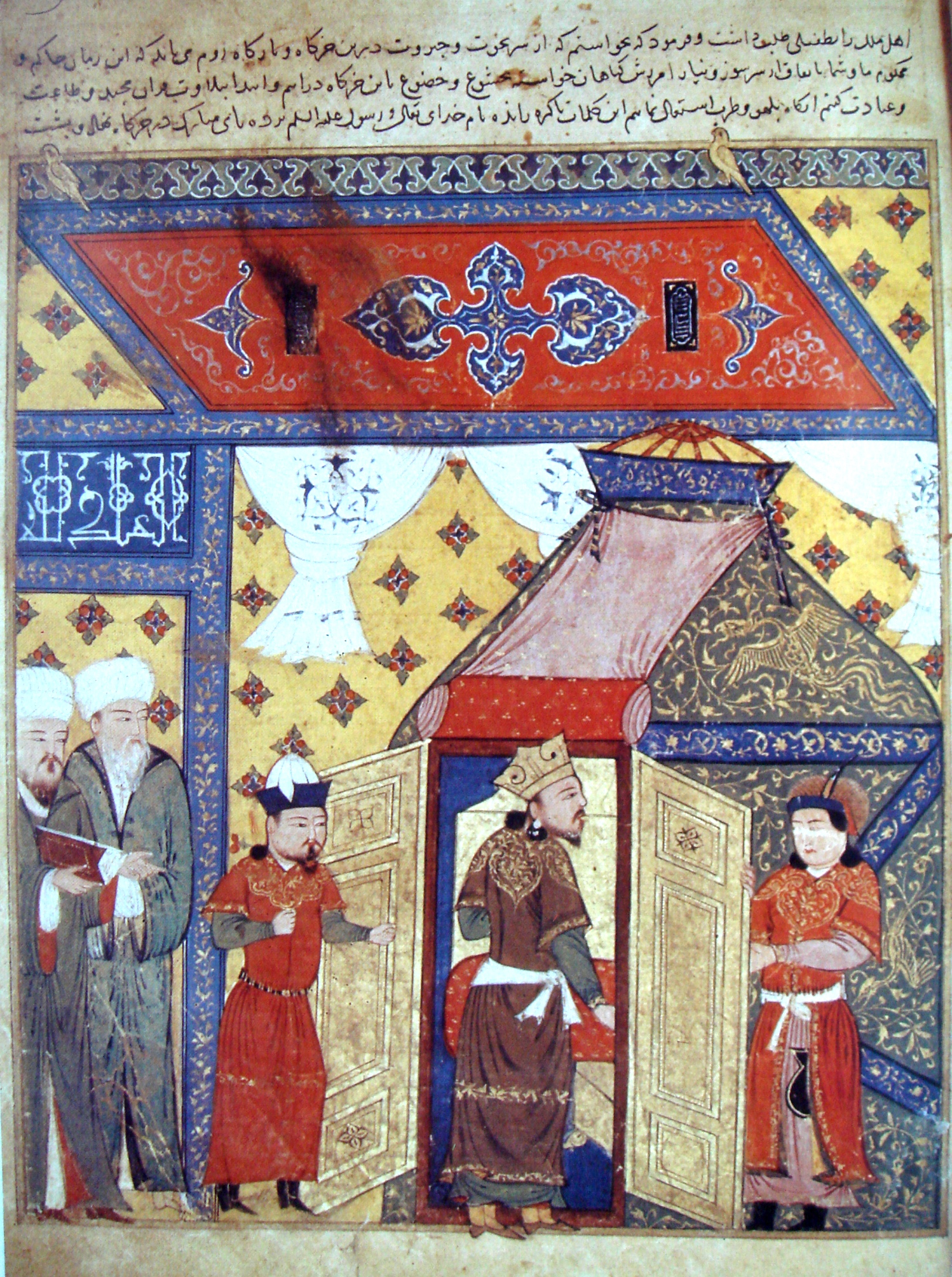
Gázán ilhán buddhista hitről iszlám hitre tér

Amikor 1295-ben Gázán elfoglalta az Ilhanátus trónját, hivatalosan is elfogadta az iszlámot saját vallásaként, és ezután a mongol Perzsia egyre inkább muszlim állammá vált. Ennek ellenére Gázán továbbra is jó kapcsolatokat ápolt Temür kánnal és a keleti Jüan-dinasztiával. Politikailag hasznos volt a nagy kán tekintélyét hirdetni az Ilhanátusban, mivel az oroszországi Arany Horda már régóta igényt tartott a közeli Grúziára. Négy éven belül Gázán adózni kezdett a Jüan udvarnak, és felhívást intézett más kánokhoz, hogy fogadják el Temür kánt nagykánnak. A következő években élénk kulturális és kereskedelmi kapcsolat is kialakult Temür és Gázán kánságai között. 
Gázán iszlám hite ellenére folytatta ősei háborúját az egyiptomi mamlúkokkal, de még anyanyelvén konzultált mongol tanácsadóival. 1299-ben a Vadi al-Hazandari csatában legyőzte a mamlúk sereget, de csak rövid időre tudta elfoglalni Szíriát, mivel a Kajdu vezette Csagatáj kánság zavaró portyái gyakran megzavarták ottani térnyerését. 
Az Arany Hordán belüli befolyásért küzdve Kajdu saját jelöltjét, Köbeleget támogatta Bajan (r. 1299–1304), a Fehér Horda kánja ellen. Bajan, miután katonai támogatást kapott az oroszországi mongoloktól, segítséget kért Temür kántól és az Ilhanátustól is, hogy egységes támadást szervezzenek Kajdu erői ellen. Temür engedett a kérésnek, és egy évvel később megtámadta Kajdut. A Temür seregeivel 1301-ben a Dzavhan folyó közelében vívott véres csata után Kajdu meghalt, és utóda Duva lett.
Duvát kihívta Kajdu fia, Csapar, de Temür segítségével Duva legyőzte annak csapatait. Az Arany Horda akkori kánja Tokhta, aki szintén általános békére törekedett, 20 000 embert küldött a jüani határ megerősítésére, 1312-ben azonban Tokhta meghalt, és utóda Özbeg (1313–1341) lett, aki üldözte a nem muszlim mongolokat. A Jüan befolyása az Arany Hordára nagyrészt meggyengült és a mongol államok közötti határösszecsapások újra kiújultak.
A Csagatáj kánságban Eszen Buga (1309–1318) került trónra, miután elfojtotta Ögödej leszármazottainak lázadását és száműzetésbe űzte Csapart. A Jüan és az Ilhánidák seregei végül megtámadták a Csagatáj kánságot. Felismerve a lehetséges gazdasági előnyöket, Özbeg 1326-ban újra baráti kapcsolatokat létesített a jüanokkal. Megerősítette a kapcsolatokat a muszlim világgal is, mecseteket és más építményeket, például fürdőket épített. A 14. század második évtizedére a mongol inváziók tovább csökkentek. 1323-ban az Ilhanátus Abu Szaid kánja (1316–1335) békeszerződést írt alá Egyiptommal. Kérésére a Jüan udvar a gyámját, Csupánt az összes mongol kánság főparancsnoki címével tüntette ki, de Csupán 1327 végén meghalt.
A Jüan államban 1328–29-ben polgárháború tört ki. Jesün Temür 1328-ban bekövetkezett halála után Tugh Temür lett az új vezető Kanbalikban, míg Jesün Temür fia, Ragibag lépett trónra Sangduban, ami a „két főváros háborúja” néven ismert polgárháborúhoz vezetett.
Tugh Temür (1304–1332) jól ismerte a kínai nyelvet és történelmet, emellett elismert költő, kalligráfus és festő volt. Annak érdekében, hogy a többi kánság elfogadja a mongol világ uralkodójaként, Dzsingisz leszármazott hercegeket és neves mongol hadvezérek rokonait küldte a Csagatáj kánságba, Abu Szaídhoz és Özbeghez. A követek vállalták, hogy minden évben adót küldenek
A Mongol Birodalom utódállamai 1335-ben: az Ilhanátus, az Aranyhorda, a Jüan-dinasztia és a Csagatai kánság.

### A Mongol Birodalom felbomlása

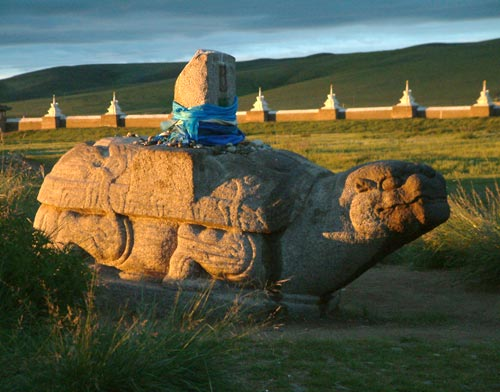
Karakórum a birodalom fővárosa, ma romváros.

Több mongológus úgy véli, hogy a Mongol Birodalom valójában már 1260 körül „felbomlott”, vagyis alig több mint harminc évvel alapítója, Dzsingisz kán halála után, és paradox módon húsz évvel azelőtt, hogy a Szung Birodalom végleges dél-kínai meghódítása után elérte volna legnagyobb földrajzi kiterjedését. A Mongol Birodalom a birodalomalapapító halála után nem omlott össze, sőt még fél évszázadon át tovább terjeszkedett, 1279-re körülbelül kétszer akkora volt, mint amit Dzsingisz 1227-ben bekövetkezett halálakor hátrahagyott. Az 1260–64 között zajló úgynevezett Tolujida-polgárháború után 1294-ben bekövetkezett haláláig Kubiláj foglalta el a trónt, de jogköre, ellentétben elődeivel, Dzsingisszel (1227-ig), Ögödejjel (1229–1241), Güjükével (1246–1248) és Möngkével (1251–1259), nem terjedt ki a Mongol Birodalom teljes kiterjedésére. A Birodalom négy többé-kevésbé független kánságra oszlott, amelyeket a Dzsingisz kántól származó mongol uralkodóház különböző ágai irányítottak. A Nagy Kán (kagán), Kubiláj uralkodott Kínában és Mongóliában, testvére, Hülegü és leszármazottai uralkodtak az Ilhanátusban Perzsiában, Irakban és Anatólia nagy részén, Dzsingisz legidősebb fiának, Dzsocsinak utódai uralkodtak az Aranyhorda területein a közép-ázsiai sztyeppék nyugati területein, és Dzsingisz második fiának, Csagatájnak a leszármazottai, akik szintén ellenségesek voltak Kubilájjal szemben, uralkodtak Közép-Ázsiában (bár valójában a Csagatáj kánság területén a legfőbb hatalmat 1303-ban bekövetkezett haláláig Kajdu gyakorolta, aki Dzsingisz harmadik fiának, Ögödejnek a leszármazottja volt).

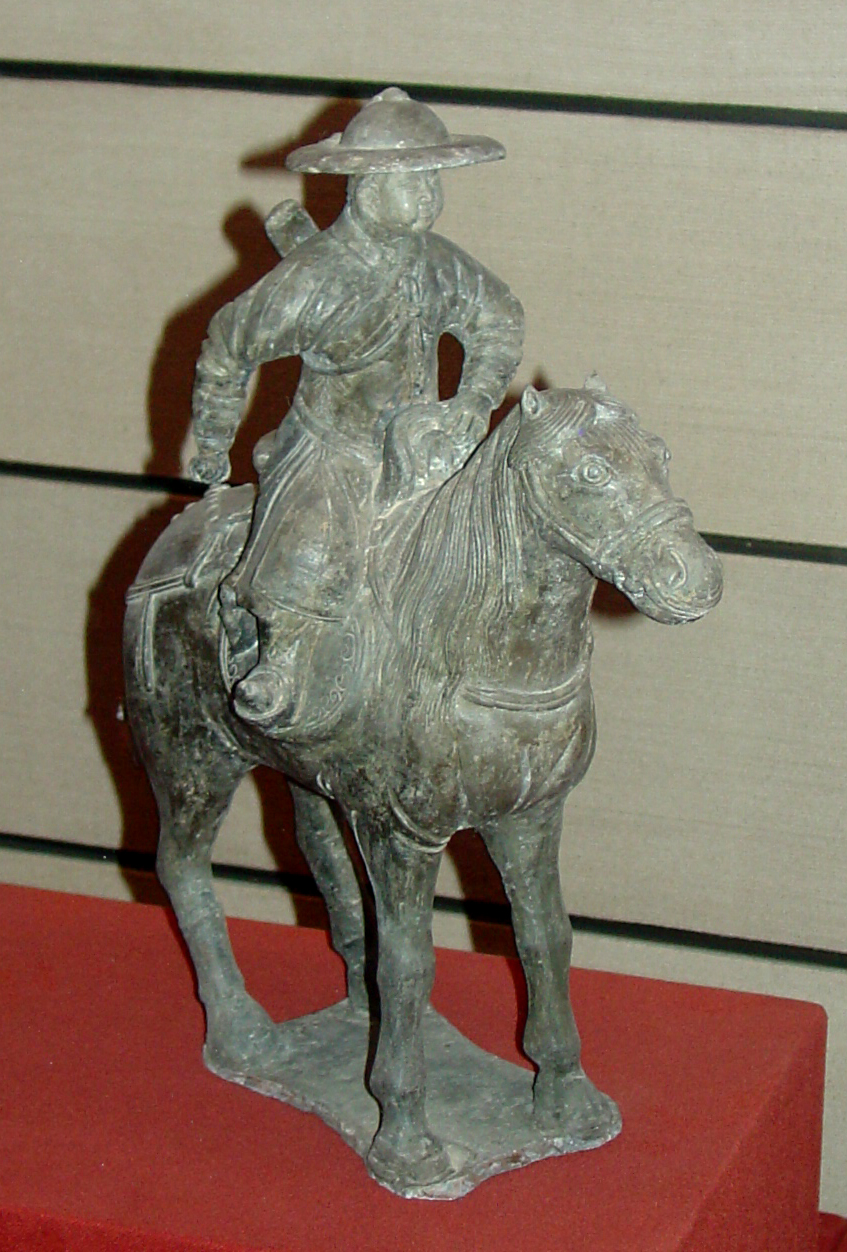
Mongol lovas szobra a Jüan-dinasztia korából

Az így kialakult birodalmi egységek egymás ellen is háborúztak, legélesebb ellentét az Aranyhorda uralkodója, Berke és unokatestvére, Hülegü között feszült, talán azért, mert – mivel ő maga is áttért az iszlámra – nem nézte jó szemmel, hogy Hülegü 1258-ban kivégeztette az utolsó bagdadi abbászida kalifát. Területi szempontból sem békült meg azzal, hogy az Aranyhorda területi jogait a Kaukázusban az újonnan létrehozott Ilhanátus bitorolta. Az Aranyhorda és az Ilhanátus közötti háborúskodás másik következménye az 1260-as években mutatkozott meg, az Aranyhorda és az egyiptomi-szíriai Mamlúk Szultánság között létrejött és tartósan fennmaradt szövetség formájában. Itt tehát egy mongol rezsim hajlandó volt szövetségre lépni egy nem mongol rezsimmel, az Ilhanátus mongoltársaival, vagyis tulajdon rokonaival szemben. Nem mellékes körülmény, hogy az Aranyhorda területei jelentették a mamlúk, azaz főként kipcsak katonai rabszolgák fő toborzóhelyét, amelyektől az egyiptomi rezsim függött. Az Aranyhorda mongoljai továbbra is folytatják portyázásaikat Kelet-Európában; a csagatájok pedig Indiában. De Egyiptom és Észak-Afrika, Nyugat-Európa és India most már nem válhatott a Mongol Birodalom tartományává (még akkor sem, ha India nagy része végül saját jogon mongol, illetve a Mogul Birodalom lett később). Egy olyan hódító birodalom esetében, mint a mongoloké, amely eredetileg a végtelen zsákmányra épült, a terjeszkedés vége hanyatlásnak minősül.
A Mongol Birodalom "felbomlását" leginkább gyakorlati szempontokkal magyarázhatjuk. Hosszú távon és a 13. századi körülmények között nem lehetett egy ilyen hatalmas birodalmat központilag irányított államszervezetként működtetni. Valamiféle decentralizáció elkerülhetetlen volt, amely a hatalom békés megosztásán alapulhatott volna. Kubiláj nagykán utódja, Temür (1294–1307) alatt egy időre úgy tűnt, hogy ebben az irányban fejlődik tovább a Birodalom.
A mongol uralom előbb Perzsiában, majd Kínában omlott össze. Kína jelentős részéből 1368-ban űzték ki a mongolokat, amikortól a Birodalom végét is számíthatjuk. Az utolsó Jüan uralkodót, Togon Temürt letaszították a trónról, és kénytelen volt visszamenekülni Mongóliába, ahol két évvel később meghalt. A mongol uralom Kínában belső összeomlás miatt bukott meg, nem pedig valamilyen külső támadás miatt. A sorozatos természeti csapások, járványok, elhibázott gazdasági intézkedések lázadásokhoz vezetett, ami a kínai mongol császárság felbomlásához vezetett. 

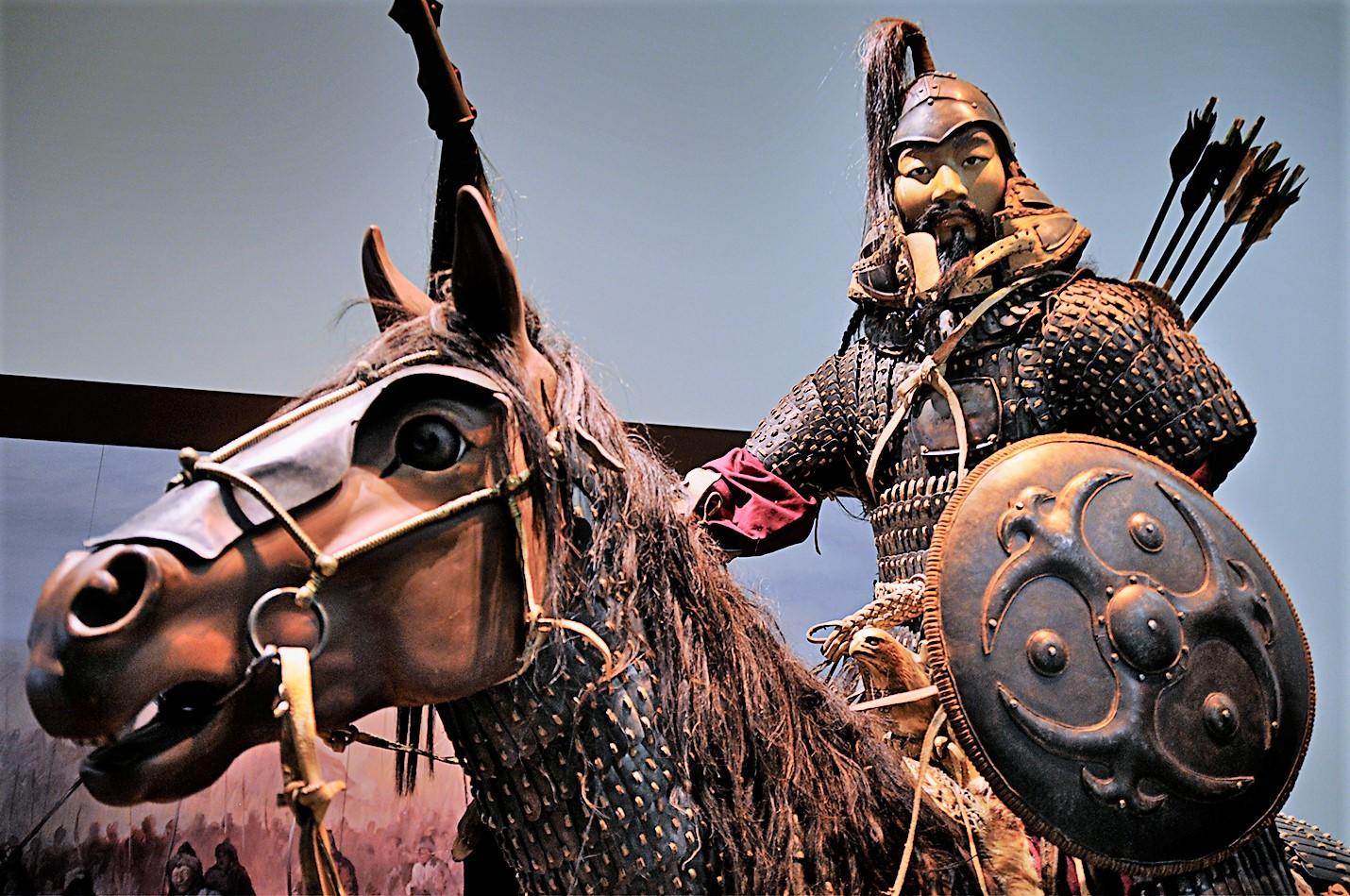
Mongol harcos rekonstrukciója

A későbbi Oroszország területén azonban jóval tovább tartott az uralmuk. A Batu kán által alapított királyság, amelyet általában Arany Hordaként emlegetnek, a 16. századig maradt fenn, a Krími Kánság pedig 1783-ig létezett.. Ez a „sorrend” összefügghet ezeknek a területeknek a kulturális, társadalmi fejlettségével. Az Aranyhorda, illetve a Csagatáj Kánság alapvetően nomád társadalom volt, így ezeken a területeken a mongolok hatalma sokkal tovább fennmaradt. A csagatáj uralom nagyon sokáig fennmaradt területeik keleti felén – nagyjából a mai kínai Közép-Ázsia területén – a dinasztia csak 1678-ban szűnt meg végleg, és évszázadokon át a dzsingiszida származásra való hivatkozás a közép-ázsiai uralkodók számára a legitimitás szükséges eleme volt.
Az Arany Horda bukásának közvetett oka az volt, hogy Batu leszármazási vonala a 14. században megszűnt, és a belső hatalmi csatározásokkal a mongol hatalom hanyatlásnak indult. Korábbi vazallusainak, az orosz fejedelmeknek, különösen a moszkvaiaknak az ereje megnőtt. A régi Aranyhorda területeit több utódkánság között osztották fel, amely alattvalói legalábbis névlegesen a „Nagy Horda” néven illettek. Ezt a formációt 1502-ben a Krím mongol kánja, I. Mengli Giráj és az oroszok közötti szövetség megsemmisítette. A krími kánság ugyan fennmaradt – 1475 óta elfogadta az oszmán fennhatóságot – amíg Nagy Katalin 1783-ban el nem csatolta. A krími tatárok még a 17. században is sikeres hadjáratokat vezettek Kelet-Európában.
Dzsingisz kán utódai Közép-Ázsiában és Perzsiában alapítottak uralkodóházakat. A 14. században mindkét terület a magát mongol leszármazottnak tartó Timur Lenk uralma alá került. Timur restaurációs kísérlete az egykori birodalom visszaállítására – a 14–15. század fordulóján – nem járt sikerrel. Ükunokája, Bábur 1505-ben lerohanta Indiát, és ott megalapította a Mogul-dinasztiát. A mogul uralkodók, akik majdnem egész Indiát meghódították, a 18. század közepéig voltak hatalmon.
A Mongol Birodalom történetével foglalkozó legújabb munkák hajlamosak a mongol uralom pozitív aspektusait hangsúlyozni – például a mongolok szerepét a kultúra átadásában Eurázsiában (Pax Mongolica időszaka alatt), ám valójában a mongol uralom végső soron a mongol katonai fölénytől függött: a belső rend fenntartásának és a külső támadások kivédésének képességétől. A Mongol Birodalom egy része nagyon sokáig fennmaradt; és történetesen azok a részek voltak azok, amelyek jobban megőrizték a hagyományos sztyeppei életmódot. Más részek sokkal hamarabb összeomlottak, és ezek voltak azok a jobban letelepedett területek, ahol jobban kellett alkalmazkodni a helyi erkölcsökhöz, és ahol a nomád életmódból kevesebb maradt meg.

## Igazgatása
Az 1206 előtt alávetett najmanok és kereitek az ujgurok kulturális befolyása alatt álltak. Nesztoriánus keresztények voltak, a najmanok az ujgur írást használták a mongol nyelv leírására, valószínűleg rajtuk keresztül jutott el a mongolokhoz az írás. Az írással hivatali szervezetet is átvettek, a najmanok pecsétőre – a kínai forrásokban neve Tata Tunga, mongol neve talán Tatar Tongra – mongol szolgálatba állt 1204 után. 1206 után Sigi-kutuku lett a legfőbb bíró, akinek feladata volt többek között a bíráskodási ügyek bejegyzése a Kökö Debterbe („Kék Könyv”). Ekkortól beszélhetünk mongol írásbeliségről. 1206-tól a turkesztáni ujgurok behódolása után az ujgur civilizáció, városi kultúra a maga szervezési tapasztalataival is a mongolok szolgálatába állt.

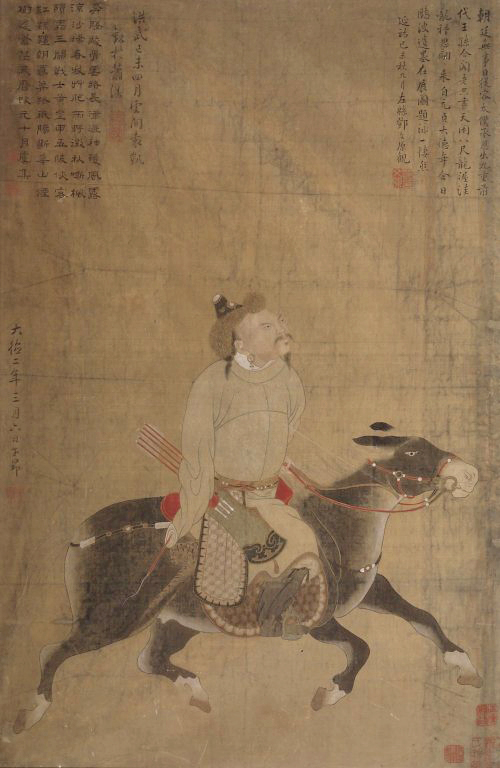
Dzsingisz mongol nagykán

Az 1219-1222-es közép-ázsiai hadjárat során azonnal meghódolt és így el nem pusztított városok élére Dzsingisz kán közvetlenül neki alárendelt helytartókat – mongolul daruga, törökül baszkak – akiket helybeliek segítettek. Ilyen volt két ürgencsi muszlim, a valószínűleg török Jalavacs és fia, Maszúd is, akik elmagyarázták a városi szokásokat és törvényeket Dzsingisz kánnak. Dzsingisz kán Maszúdot kinevezte több közép-ázsiai városban a mongol helytartó mellé szakértő kormányzónak, Jalavacsot pedig magával vitte és Dzsungdu (Peking) kormányzását bízta rá.
Dzsingisz kán számos újítást vezetett be hadseregének szervezésére: a hadsereget felosztotta arbánok (10 katona), zúnok (100), minghánok (1000) és tümének (10 000) tízes alosztályokra. Megalapította a heshiget, a császári őrséget, amely nappali és éjszakai őrségre oszlott. Dzsingisz megjutalmazta azokat, akik hűségesek voltak hozzá, és magas pozíciókba helyezte őket, mint a hadsereg egységeinek és gazdaságának vezetőit, annak ellenére, hogy sokan közülük nagyon alacsony rangú klánokból származtak.
A hűséges társainak adott beosztásokhoz képest viszonylag kevés volt a közvetlen családtagjainak kijelölt egységek száma. Kihirdette a birodalom új törvénykönyvét, a Jászát, ami "rendet" vagy "rendeletet" jelent; később kiterjesztette azt a nomádok mindennapi életének és politikai ügyeinek nagy részére. Megtiltotta a nők eladását, a lopást, a mongolok egymás közötti harcát és az állatok szaporodási időszakban történő vadászatát. Ennek a törvénykönyvnek az volt az egyik sajátos eleme, hogy a rangban előrébb álló harcosok ugyanolyan nehézségek között harcoltak és éltek mint a közemberek. Súlyos büntetéseket is kiszabott, például halálbüntetés járt azért, ha egy lovaskatona egy másik után nem szedett fel valamit, amit az elejtett. Büntetést rendelt el a nemi erőszakért és bizonyos mértékig a gyilkosságért is. A mongol uralommal szembeni bármilyen ellenállást masszív kollektív büntetéssel sújtottak. A városokat lerombolták, lakóikat pedig lemészárolták, ha szembeszegültek a mongol parancsokkal. A vezetőket, parancsnokokat érdemeik alapján választották ki. A birodalmat egy nem demokratikus, parlamentáris jellegű központi gyűlés, a kurultáj irányította, amelyben a mongol főrendek a nagykánnal találkoztak, hogy megvitassák a bel- és külpolitikai kérdéseket. A kurultájt minden egyes új nagykán kiválasztására is összehívták.
Dzsingisz kán nemzeti pecsétet is létrehozott, ösztönözte az írásbeliség használatát Mongóliában, és mentesítette a tanárokat, ügyvédeket és művészeket az adó alól.
A mongolok közép-ázsiai muszlimokat hoztak a birodalomba, hogy Kínában adminisztrátorként szolgáljanak, és Kínából han kínaiakat és ktajokat küldtek a közép-ázsiai Buharában élő muszlim lakosság fölé adminisztrátornak, így a külföldieket arra használták, hogy mindkét ország helyi népeinek hatalmát megnyirbálják. A mongolok toleránsak voltak más vallásokkal szemben, és ritkán üldöztek embereket vallási okokból. Egyes 20. századi történészek szerint ez jó katonai stratégia volt: amikor Dzsingisz háborúban állt a hvárezmi Mohamed szultánnal, más iszlám vezetők nem csatlakoztak a harchoz, mivel azt két egyéni hatalom közötti nem szent háborúnak tekintették.

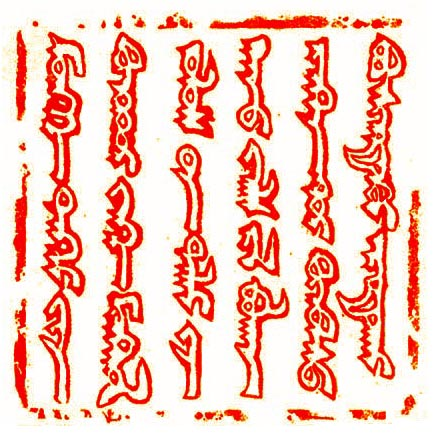
Güjük kán pecsétje 1246-ból

Dzsingisz mostohatestvérét, Sihihutugot nevezte ki legfőbb bírónak (jarughacsi), és utasította, hogy vezesse a birodalom gazdasági, létszámbeli nyilvántartását. A családra, az élelmezésre és a hadseregre vonatkozó törvények mellett Dzsingisz vallásszabadságot is hirdetett, egyúttal támogatta a belföldi és nemzetközi kereskedelmet. A szegényeket és a papságot mentesítette az adózás alól. Szorgalmazta az írástudást és az ujgur írás adaptálását a birodalom mongol írásmódjává tette, utasította az ujgur Tata-tongát, aki korábban a naimáni kánt szolgálta, hogy oktassa a fiait.
A uluszok közötti kapcsolatfenntartást a rendkívül fejlett mongol futárszolgálat biztosította. Néhány tucat kilométerenként volt egy istálló vagy fogadó, ahol a hírvivők lovat cserélhettek. A kán által kiadott menetlevelek védelmet nyújtottak bármely nemzet diplomáciai képviselőinek, megkönnyítve a biztonságos átutazást és kereskedelmet. A gyors kommunikáció a Jamtól, egy hatékony lovas futárszolgálattól függött.
Dzsingisz kán a meglévő hierarchiákon keresztül szeretett uralkodni, de ahol ellenálltak neki, ott elpusztította a meglévő arisztokráciát. Ugyanakkor azonban a mongolok körében egy durva meritokráciát hozott létre. A tiszteletbeli pozíciókat a csatában tanúsított bátorság vagy a kiemelkedő hűség alapján osztották ki, szemben a régi, családokon keresztül történő öröklés rendszerével. Ez messze megelőzte az akkori Európa bármely más rendszerét.
Dzsingisz kán uralkodása alatt az úgynevezett Pax Mongolica keretén belül a benne foglalt területeken kulturális és gazdasági kapcsolatokat építettek ki a keleti és a nyugati világ, valamint a Közel-Kelet között.

## Öröksége

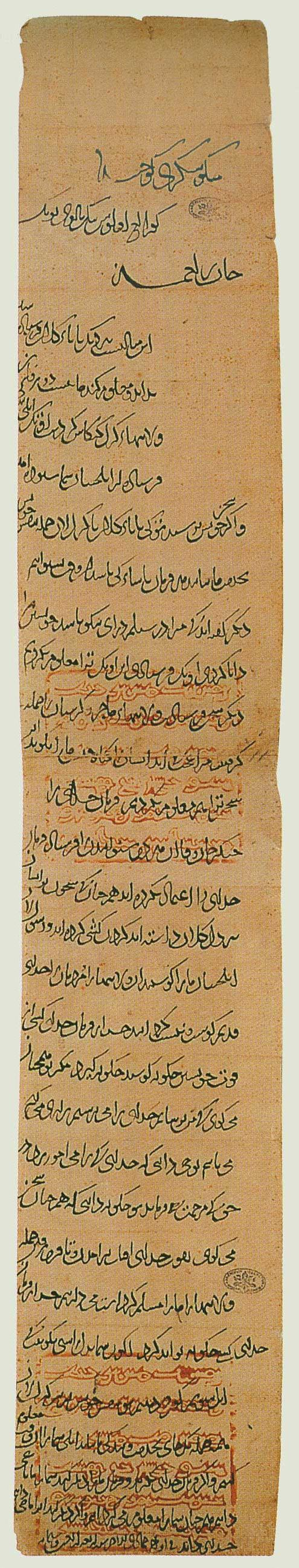
Güjük kán IV. Ince pápához írt levele

A mongol birodalom – a történelem legnagyobb egybefüggő birodalma – maradandó hatást gyakorolt a meghódított területek etnikai, kulturális viszonyaira. Hatalmas területeket egyesített, ezek közül néhány (például Kelet- és Nyugat-Oroszország, valamint Kína nyugati részei) ma is egységesek. A mongolok a birodalom bukása után asszimilálódhattak a helyi lakosságba, és leszármazottaik egy része átvette a helyi vallásokat; például a keleti kánság nagyrészt a buddhizmust, a három nyugati kánság pedig az iszlámot, nagyrészt szúfi befolyás alatt. Dzsingisz kán hódításai példátlan mértékű pusztítást okoztak bizonyos földrajzi régiókban, ami Ázsia demográfiai változásaihoz vezetett.
A Mongol Birodalom nem katonai vívmányai közé tartozik egy új írásrendszer bevezetése és elterjesztése, az óujgur írásjegyeken alapuló mongol ábécé, amelyet Mongóliában ma is használnak.
Európa ismeretei az addig ismeretlen ázsiai világról óriási mértékben bővültek a követek és kereskedők által hozott információk révén, köszönhetően a főként a selyemúton bonyolított kereskedelmi kapcsolatoknak és a Pax Mongolicának nevezett békés időszakoknak.
Moszkva még a mongol-tatár uralom alatt emelkedett ki fejedelemségek városai közül, jóval azután, hogy az orosz uralkodók a mongoloktól adószedői státuszt kaptak. Az a tény, hogy az oroszok adót szedtek a mongolok számára, azt jelentette, hogy maguk a mongolok ritkán látogatták a birtokukban lévő földeket. Az oroszok végül katonai hatalomra tettek szert, és uralkodójuk, III. Iván megdöntötte a mongol hatalmat, majd megalakította az orosz cárságot. Miután az Ugra folyónál lezajlott ütközet bebizonyította, hogy a mongolok sebezhetők, a Moszkvai Nagyfejedelemség kivívta függetlenségét. Az uralkodó orosz történelmi felfogás a „tatár igát” súlyosan kárhoztatja az történelmi haladás akadályozásáért, de a 20. században teret nyert eurázsianizmus orosz filozófiai-geopolitikai irányzata pozitívan értékeli ezt a korszakot. 
Egyes tanulmányok szerint az 1340-es évek végén Európában pusztító fekete halál a mongol birodalom kereskedelmi útvonalain juthatott el Kínából Európába. 1347-ben a Krím-félszigeten található nagy kereskedelmi központ, Kaffa genovai birtokosát a Dzsanibeg parancsnoksága alatt álló mongol harcosokból álló sereg ostrom alá vette. Az elhúzódó ostrom során a mongol sereg a betegségtől szenvedett, a mongol vezetők úgy döntöttek, hogy a fertőzött holttesteket biológiai fegyverként használják fel. A holttesteket a városfalakon katapultokkal áthajigálták, megfertőzve a benti lakosokat. A genovai kereskedők elmenekültek, hajóikon keresztül a pestist Dél-Európába juttatták, ahonnan gyorsan terjedt. A világméretű járvány halálos áldozatainak számát 75–200 millióra becsülik, és csak Európában akár 50 millióan is meghalhattak.
R. J. Rummel becslése szerint 30 millió embert ölt meg a mongol birodalom. Más kutatók becslése szerint akár 80 millió áldozat is lehetett. Kína lakossága a mongol uralom ötven éve alatt a felére csökkent. A mongol invázió előtt a kínai dinasztiák területén állítólag körülbelül 120 millió lakos élt; a hódítás 1279-ben történt befejezése után az 1300-as népszámlálás szerint Kína összlakossága nagyjából 60 millió volt. Bár nagy a kísértés, hogy Kína népességének e jelentős csökkenését kizárólag a mongol brutalitásnak tulajdonítsuk, ma már a tudósok véleménye megoszlik a témában. Az olyan tudósok, mint Frederick W. Mote, azzal érvelnek, hogy a számok nagymértékű csökkenése inkább a nyilvántartás vezetésének adminisztratív elmulasztását tükrözi, mint a tényleges csökkenést, míg mások, mint Timothy Brook, azzal érvelnek, hogy a mongolok a dél-kínai lakosság nagy részét, főleg a han kínai lakosságot is láthatatlan státuszba szorították az útlevélhez való jog eltörlésével és a közvetlen földtulajdonlás jogának megtagadásával. Ez azt jelentette, hogy a kínaiaknak elsősorban a mongolok és a tatárok gondoskodásától függtek, ami a mongol hadseregbe való toborzással is járt. Más történészek, például William McNeill és David O. Morgan szerint a bubópestis volt a fő tényező Kína demográfiai hanyatlása mögött ebben az időszakban.
Az iszlám világ a mongol inváziók következtében hatalmas változásokon ment keresztül. Az iráni fennsík lakossága széles körű betegségektől és éhínségtől szenvedett, ami a lakosság akár háromnegyedének, valószínűleg 10-15 millió embernek a halálához vezetett. Steven Ward történész becslése szerint Irán népessége a 20. század közepéig nem érte el újra a mongolok előtti szintet.
David Nicole a The Mongol Warlords című könyvében megállapítja, hogy a terror és a tömeges kiirtás mindazok ellen, akik ellenálltak nekik, jól bevált mongol taktika volt.  Az orosz lakosságnak körülbelül a fele halhatott meg a megszállás során. Colin McEvedy Atlas of World Population History, 1978 című könyvében azonban úgy becsüli, hogy az európai orosz lakosság száma az inváziót megelőző 7,5 millióról 7 millióra csökkent az inváziót követően. A történészek becslése szerint Magyarország kétmilliós lakosságának akár a fele is áldozatul eshetett a mongol inváziónak. Andrea Peto történész szerint Rogerius, egy szemtanú szerint „a mongolok mindenkit megöltek nemre és korra való tekintet nélkül”, és a mongolok különösen a nők megalázásában „leltek örömöt”

A Mongol Birodalom utódállamai 1335-ben: az Ilhanátus, az Arany Horda, a Jüan-dinasztia és a Csagatáj kánság

A mongolok egyik legsikeresebb taktikája a megadást megtagadó városi lakosság kiirtása volt. A Rusz mongol megszállása során szinte minden nagyobb várost elpusztítottak. Ha a megadás mellett döntöttek, a lakosságot általában megkímélték, bár ez nem volt garantált. A mai Iránban található Hamadán városát például a mongol tábornok, Szubotáj lerombolta, és minden férfit, nőt és gyermeket kivégeztetett, miután azok megadták magukat. Mivel nem volt elég élelme a mongol felderítőinek, néhány nappal a város első lerombolása után Szubotáj visszaküldött egy csapatot az égő romokhoz a mészárlás helyszínére, hogy megölje a város minden olyan lakosát, aki az első mészárlás idején távol voltak és akkorra visszatértek. A mongol hadseregek a helyi népeket és katonáikat is felhasználták, gyakran beépítve őket a seregeikbe. A hadifoglyokat néha választaniuk kellett a halál vagy a besorozás között. Az alattvalóik leigázására alkalmazott brutális módszerek miatt a mongolok hosszú ideig ellenszenvesek voltak a helyieknek, ezt a mongol uralommal szembeni ellenérzést emelték ki a birodalom gyors felbomlásának egyik okaként is.
A kalmükök voltak az utolsó mongol nomádok, akik behatoltak Európa területére, miután a 17. század fordulóján Közép-Ázsiából vándoroltak Európába. 1770–1771 telén mintegy 200 000 kalmük indult útnak a Volga bal partján fekvő legelőikről Dzsungáriába, kazah és kirgiz ellenségeik területén keresztül. Több hónapos utazás után az eredeti csoportnak csak egyharmada érte el az északnyugat-kínai Dzsungáriát.

## Vallások
Dzsingisz kán idején gyakorlatilag minden vallásnak volt képviselete a Birodalomban, a buddhizmustól a kereszténységig, a manicheizmustól az iszlámig. A viszályok elkerülése érdekében Dzsingisz kán olyan intézményt hozott létre, amely teljes vallásszabadságot biztosított, bár ő maga sámánista volt. Kormányzása alatt minden vallási vezető mentesült az adózás és a közszolgálat alól.
Kezdetben a nomád életmód miatt kevés hivatalos istentiszteleti hely volt. Ögödej (1186-1241) alatt azonban számos építkezésre került sor a mongol fővárosban. A paloták mellett Ögödej imaházakat épített a buddhista, muszlim, keresztény és taoista hívek számára. Az uralkodó vallások ebben az időben a sámánizmus, a tengrizmus és a buddhizmus voltak, bár Ögödej felesége nesztoriánus keresztény volt.
Végül az utódállamok mindegyike átvette a helyi lakosság uralkodó vallását: a mongolok uralta kínai Jüan-dinasztia keleten (eredetileg a nagy kán birodalma) a buddhizmust és a sámánizmust, míg a három nyugati kánság az iszlámot.

## Művészetek és irodalom

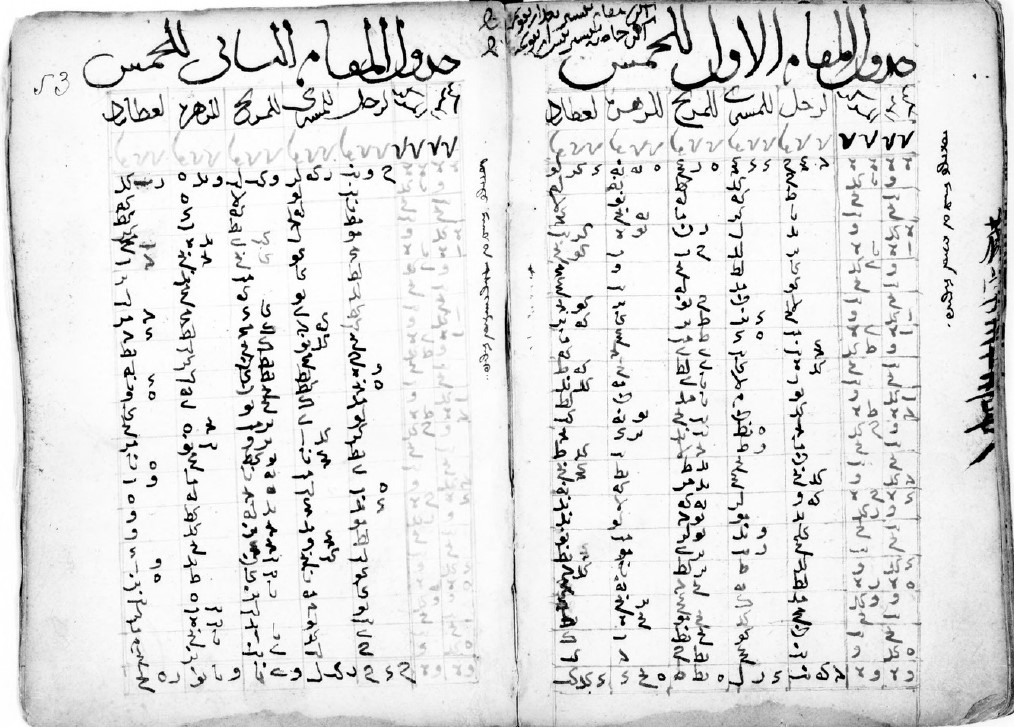
Egy 1363-as csillagászati kézikönyv középmongol glosszákkal. Szandzsufini Zij néven ismert.

A legrégebbi fennmaradt mongol nyelvű irodalmi mű A mongolok titkos története, amelyet valamikor Dzsingisz kán 1227-ben bekövetkezett halála után írtak a királyi család számára. Ez a legjelentősebb hazai beszámoló Dzsingisz kán életéről és genealógiájáról, amely Dzsingisz kán származásától és gyermekkorától a Mongol Birodalom megalapításáig és fia, Ögödej uralkodásáig terjed.
A birodalom másik klasszikusa a Dzsámi' al-Tavarih, vagyis az „Egyetemes történelem”. Ezt a 14. század elején rendelte meg Ilhan Abaka kán, hogy dokumentálja az egész világ történelmét, és segítse a mongolok saját kulturális örökségének megalapozását. A mongol írástudók a 14. században gyanta és növényi pigmentek keverékét használták tinta gyanánt. A mongolok a képzőművészetet is nagyra értékelték, bár a portréfestészet terén az ízlésük szigorúan a lovaikról készült portrékra összpontosított, nem pedig az emberekről készült portrékra.

## Mongolok és a tudomány
A Mongol Birodalomban a kánok pártfogásának köszönhetően a tudományok jelentős fejlődésnek indultak. Roger Bacon a mongolok világhódítói sikerét elsősorban a matematika iránti elkötelezettségüknek tulajdonította. A csillagászat volt az egyik tudományág, amely iránt a kánok személyes érdeklődést tanúsítottak. A korabeli források szerint Ögödej kán kétszer is elrendelte a csonghui armilláris gömb javítását (1233-ban és 1236-ban), valamint 1234-ben elrendelte a damingli naptár felülvizsgálatát és elfogadását. 1236 körül konfuciánus templomot építtetett Jelü Csucai számára Karakorumban, ahol az kínai mintára naptárt készített.

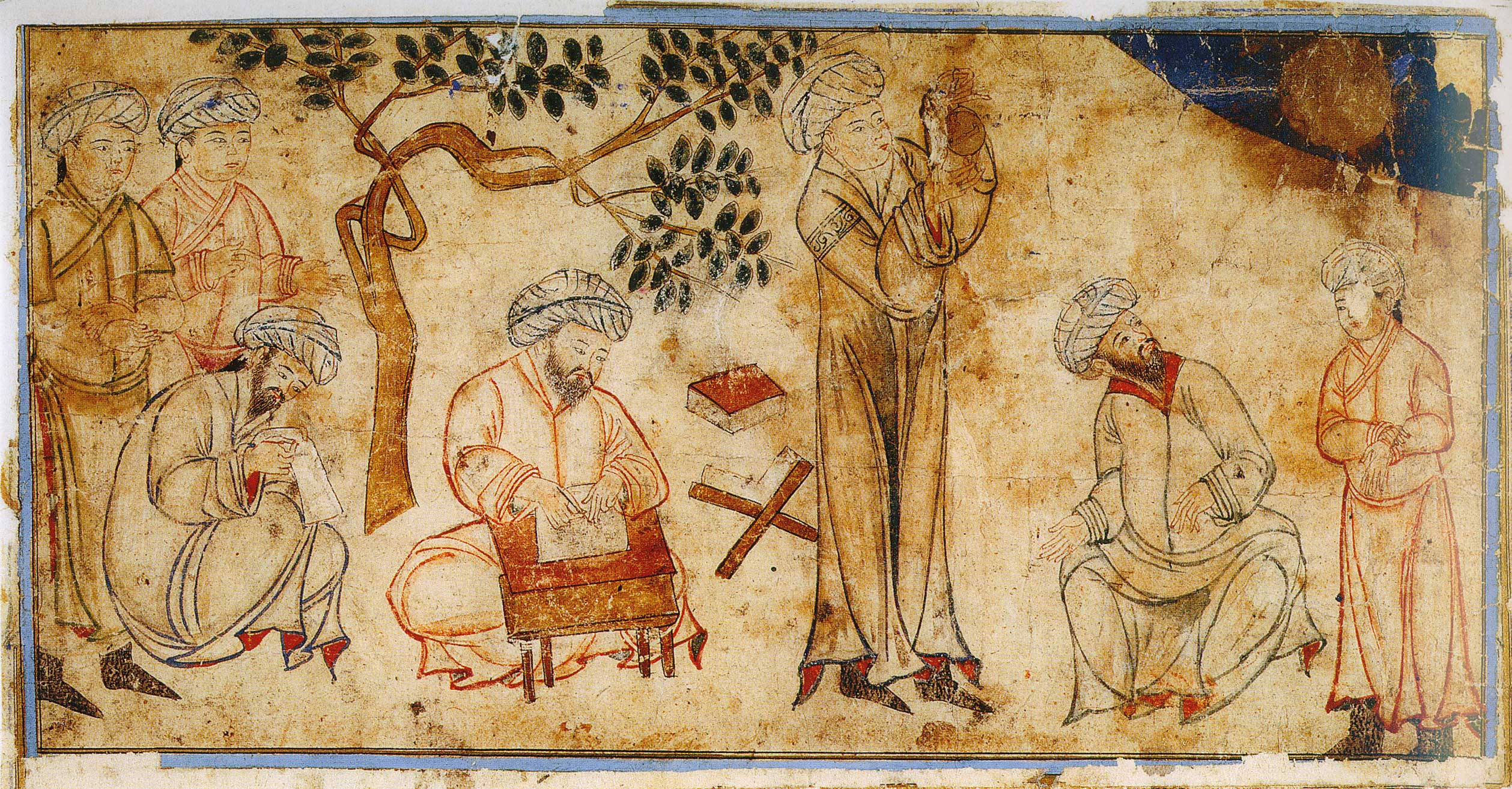
Csillagászok vagy asztrológusok munka közben. Rashid-ad-Din Gami' at-Tavarih című művének illusztrációja. Tabriz (?), a 14. század első negyedéből

A naptárat a kínaiaknak is meg kellett alkotniuk. Rasid al-Din feljegyezte Möngke kánról, hogy egyedül megoldotta az euklideszi geometria néhány nehéz problémáját, és írt testvérének, Hülegü kánnak, hogy küldje el neki Naszír ad-Dín Túszí csillagászt. Möngke kán kérése, hogy Túszi csillagvizsgálót építsen neki Karakorumban, nem valósult meg, mivel a kán meghalt dél-kínai hadjárata során. Hülegü ehelyett 1259-ben adományt adott Túszinak a perzsa Marageh csillagvizsgáló építésére, és megparancsolta neki, hogy 12 év alatt készítsen csillagászati táblázatokat számára, amit a tudós el is készített a kért határidőre, ezen felül létrehozta Euklidész Elemek c. művének átdolgozott kiadását, és felfedezte az azóta Túszi-párnak nevezett innovatív matematikai eszközt. A maragehi obszervatóriumban mintegy 400 000 könyvet őriztek, amelyeket Túszi Bagdad és más városok ostroma után mentett meg. Hülegü kán által hozott kínai csillagászok is dolgoztak a maragehi csillagvizsgálóban
Kublai kán is számos nagy csillagvizsgálót épített Kínában, és könyvtáraiban a muszlim matematikusok által hozott Wu-hu-lie-ti (Euklidész) is megtalálható volt. Zhu Shijie és Guo Shoujing a Jüan-kínában jelentős matematikusok voltak. A mongol orvos, Hu Sihui 1330-as orvosi értekezésében leírta az egészséges táplálkozás fontosságát.
Gázán kán, aki négy nyelven, köztük latinul is értett, 1295-ben felépítette a Tebrizi csillagvizsgálót. A bizánci görög csillagász, Csioniádész Gergely ott tanult Adzsall Samsz al-Din Omár alatt, aki Maragehben dolgozott Túszi alatt. Csioniádész fontos szerepet játszott számos újításnak az iszlám világból Európába való átadásában. Ezek közé tartozik az egyetemes szélességtől független asztrolábium bevezetése Európába, valamint a Túszi-pár görög leírása, amely később hatással volt a kopernikuszi heliocentrikus világkép kialakulására. Csioniádész több zidzsi értekezést is lefordított görögre, köztük al-Túszi perzsa Zij-i Ilkhani című művét. A bizánci-mongol szövetség és az a tény, hogy a Trapezunti Császárság az Ilhanátus vazallusa volt, megkönnyítette Csoniádész mozgását Konstantinápoly, Trapezunt és Tebriz között. Radna herceg, a Kanszu tartományban székelő tibeti mongol alkirály pártfogolta a szamarkandi csillagászt, asz-Szandzsufini. Az asz-Szandzsufini által Kubiláj kán leszármazottjának, Radna hercegnek dedikált arab nyelvű csillagászati kézikönyv 1363-ban készült el. Figyelemre méltó, hogy a margóján középmongol glosszák találhatók

## Történeti források a Mongol Birodalomról

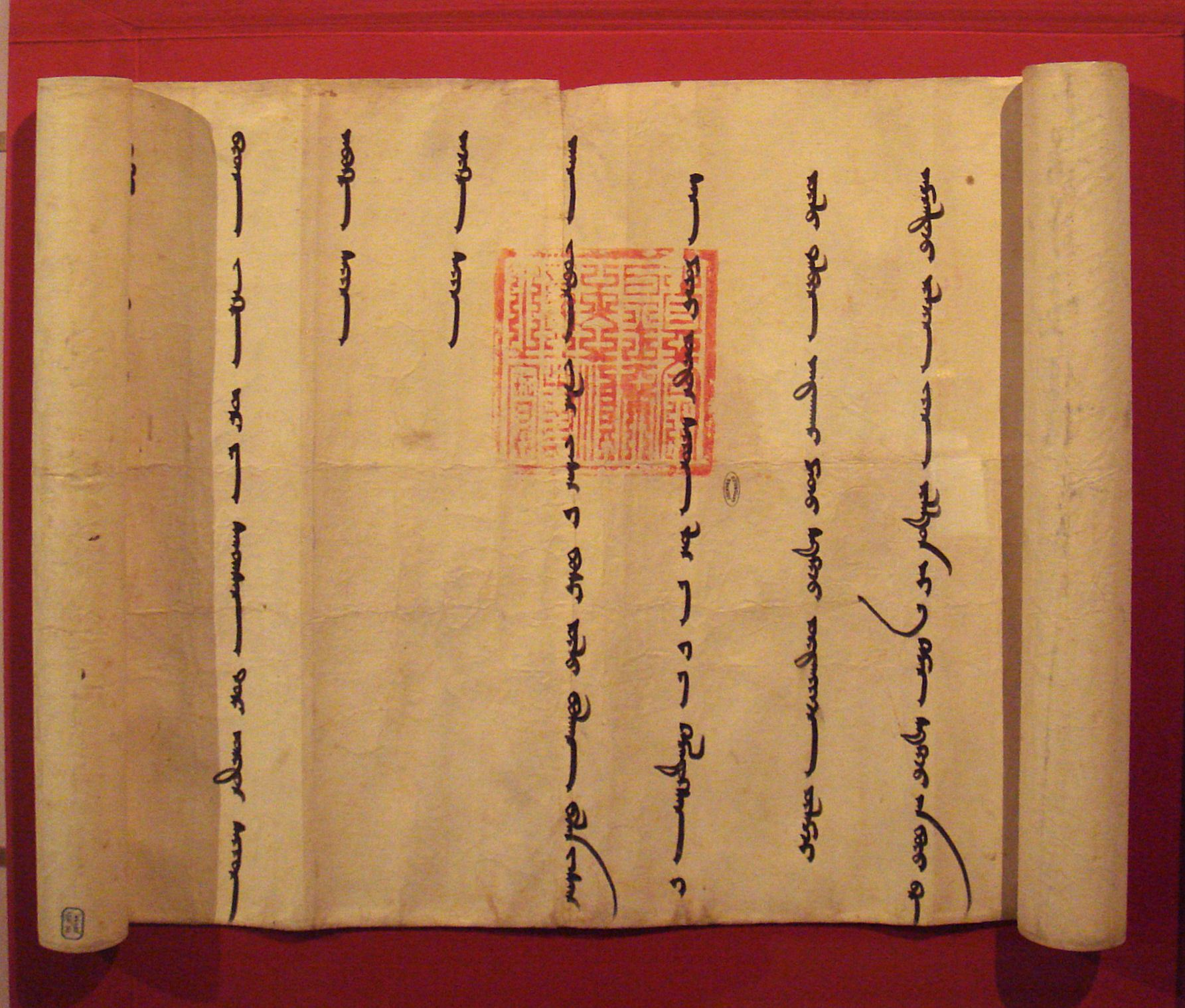
Öldzsjtü Ilhán 1305-ös levele (302 x 50 cm-es tekercsen) IV. Fülöp francia királynak.

A mongol birodalomról szóló elsődleges források a Birodalom méretei miatt is sokfélék: vannak mongol, kínai, perzsa, arab, török, japán, orosz, örmény, grúz, latin és sok más források. A legtöbbjük azonban a Birodalomnak és történelmének csak egy – viszonylag kis – részével és szakaszával foglalkozik: a japán források például főként a Japán elleni két (végül kudarcba fulladt) mongol invázióval foglalkoznak a 13. század végén. A kevés átfogó elsődleges forrás mongol, perzsa vagy kínai:
- Mongolul: A mongolok titkos története;

- Perzsa: Abdullah Wassaf krónikái, Minhāj ad-Dīn Dschūzdschānī Tabaqat-i Nasiri, Ata al-Mulk Dschuwaini krónikái, de különösen Raschīd ad-Dīn Dschami' at-tawarich;

- Kínaiul: Jüan Si (A Jüan-dinasztia története – a 24 dinasztikus történet egyik krónikája).

Még ezeknek a forrásoknak is vannak azonban hiányosságaik: A mongolok titkos története a mongol birodalom történetének viszonylag korai szakaszában íródott, és hagiográfiai vonásokat mutat, a perzsa források a mongol hódítókat – a korabeli muszlim világképnek megfelelően – túlnyomórészt katasztrófaként és Isten büntetéseként ábrázolják, a kínai források pedig nagyon is Kínára koncentrálnak.
Az egyetlen viszonylag átfogó európai elsődleges forrás a Mongol Birodalomról Matthew Paris Chronica Maiora című műve. A nyilvánvaló hiányosságok, különösen a mongolok nagyon szubjektív ábrázolása ellenére a 20. századig számos európai szerző számára ez volt az első a Mongol Birodalom témájában. Az ő érdeme, hogy tisztázta, hogy a mongolok ma is elterjedt téves elnevezése, a tatárok tévedés (feltehetően IX. Lajos francia király által terjedhetett el). További európai elsődleges források közé tartozik Johannes de Plano Carpini Ystoria Mongalorum című műve, Rubruki Vilmos és Marco Polo európai kalandorok útleírásai, valamint a Nesztori krónika.
A Mongol Birodalomról szóló források nagy része útleírás, amelyek a Pax Mongolica és az ebből fakadó, az emberiség történetében először viszonylag biztonságosan megtehető hatalmas távolságok bejárásának lehetősége miatt születtek. Ugyanez a körülmény felelős azért is, hogy nagy mennyiségű (történelmi) tudás első alkalommal került át nagyon nagy távolságokra: a Pax Mongolica révén például kínai írások jutottak el a Közel-Keletre és fordítva. A források másik nagy csoportját a mongol uralkodók életrajzai és a hadijelentések alkotják.
A korabeli krónikák mellett különösen a numizmatikai leletek járulnak hozzá jelentősen a Mongol Birodalom tanulmányozásához. A régészet meglehetősen alárendelt szerepet játszik a késő középkor és a kora újkor más államainak tanulmányozásához képest. A genetika lehetséges jelentőségét a mongol birodalom történetének tanulmányozásában az Oxford University 2003-ban végzett tanulmány bizonyította, amely szerint Európa keleti felének és Ázsia északi felének férfi lakosságának mintegy 8%-a rendelkezik közös genetikai jellegzetességgel az Y-kromoszómán, amely feltehetően Dzsingisz kánra vezethető vissza. 2015-ben a Leicesteri Egyetem kutatócsoportja egyes európai és ázsiai leszármazási vonalak kivételesen magas szaporodási sikerét vizsgálta, és ismét a Dzsingisz kán genetikai vonalát azonosította a legkiemelkedőbbnek.

## Fordítás
Ez a szócikk részben vagy egészben  a   Mongol Empire című angol Wikipédia-szócikk ezen változatának fordításán alapul.  Az eredeti cikk szerkesztőit annak laptörténete sorolja fel. Ez a jelzés csupán a megfogalmazás eredetét és a szerzői jogokat jelzi, nem szolgál a cikkben szereplő információk forrásmegjelöléseként.